# Portrettengalerij van het Skagens Museum

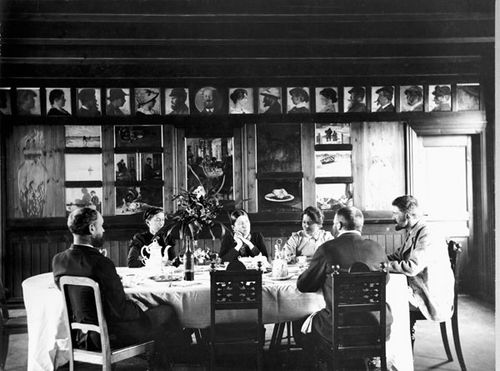
De eetkamer van Brøndums Hotel, trefpunt van de Skagenschilders, in 1891 of 1892. Bovenin is een deel van de portrettengalerij te zien.

De eetkamer van Brøndums Hotel met de portrettengalerij in het Skagens Museum in 2012.

De Portrettengalerij van het Skagens Museum is een reeks van 51 kleine portretten van die leden van de Schilderskolonie te Skagen tussen 1884 en 1908 van elkaar schilderden, alsook van diverse andere kunstenaars die op het eiland verbleven dan wel personen die gelieerd waren aan de groep. De portretten zijn nog steeds te zien op hun oorspronkelijke plek in de eetkamer van Brøndums Hotel, dat later in in het Skagens Museum in zijn oorspronkelijke staat werd herbouwd.

## Historie
Eind jaren 1870 ontstond op het Deense eiland Skagen een kunstenaarskolonie, die gaandeweg zou uitgroeien tot het belangrijkste centrum van de Scandinavische schilderkunst aan het einde van de negentiende eeuw: de Skagenschilders. Belangrijke exponenten waren Michael Ancher, zijn vrouw Anna, Peder Severin Krøyer en zijn vrouw Marie, Laurits Tuxen, Viggo Johansen, Carl Locher, Karl Madsen, Fritz Thaulow en Holger Drachmann. Tussen het midden van de jaren 1880 en 1910 zou een voortdurende stroom van Scandinavische kunstenaars het eiland bezoeken, en zelfs een aantal leden van het Deense koninklijk huis. Trefpunt was de eetzaal van Brøndums Hotel, later verbouwd tot het Skagen Museum, waar ze ook exposeerden.
Naar een idee van Michael Ancher werden vanaf midden jaren 1880 van alle kunstenaars die elkaar in Brøndums Hotel troffen kleine portretten gemaakt, die opgehangen werden in de eetzaal. Gaandeweg groeide deze ludieke activiteit uit tot een soort inwijdingsritueel van de kolonie. Ancher zelf maakte de meeste portretten, maar ook tal van andere Skagenschilders werkten mee aan de serie. In de loop der jaren, lopend van 1884 tot 1908, ontstonden zo 51 relatief kleine portretten, bijna vierkant van formaat, met een gemiddelde hoogte en breedte van tussen de 30 en 35 centimeter. Ze zijn nog steeds te zien op hun oorspronkelijke plek in de eetzaal, die eind jaren 1920 weer in haar oorspronkelijke staat werd opgebouwd in het Skagens Museum. In haar soort geldt de reeks als uniek in de kunsthistorie.

## De portrettengalerij

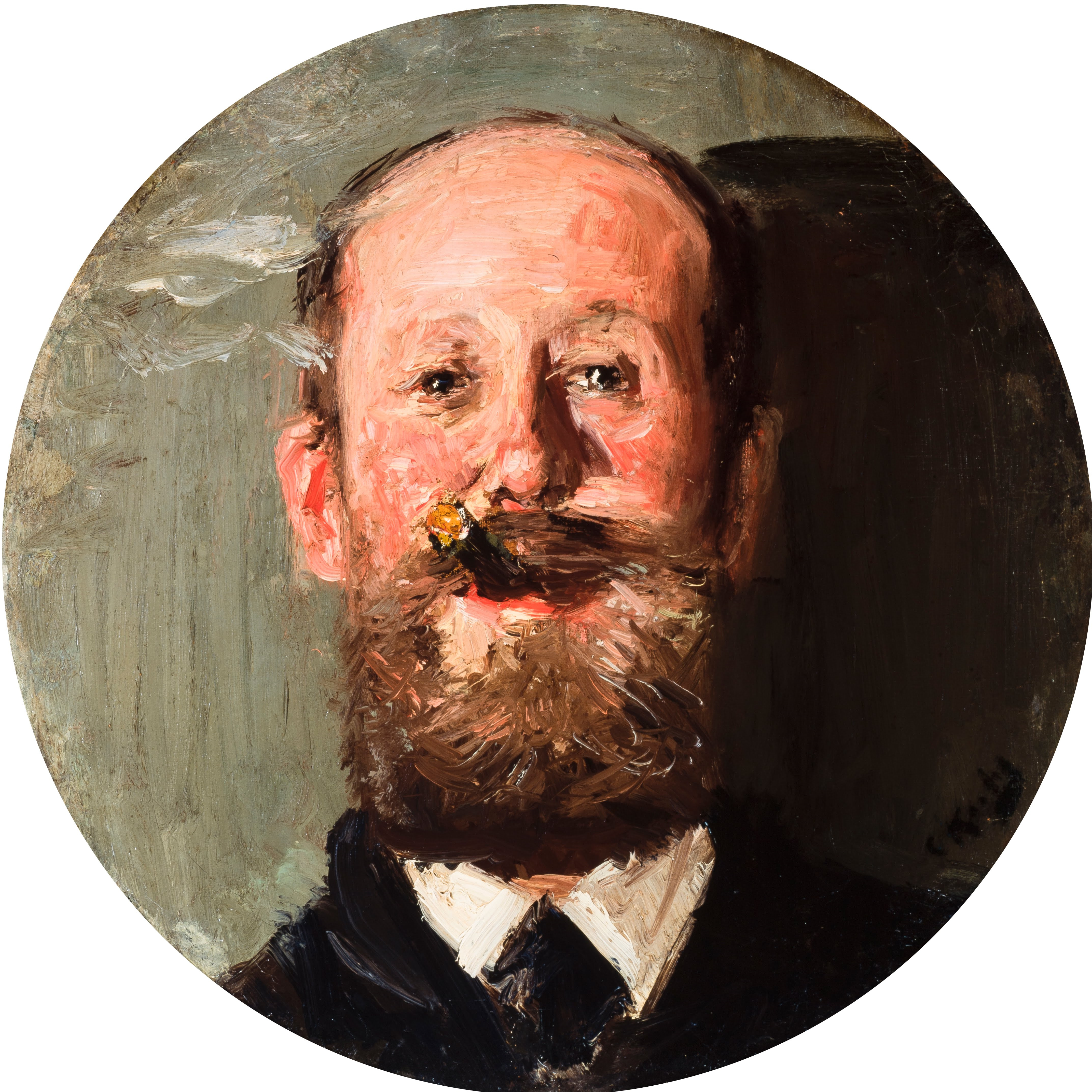
Degn Brøndum, hoteleigenaar, door Christian Krohg
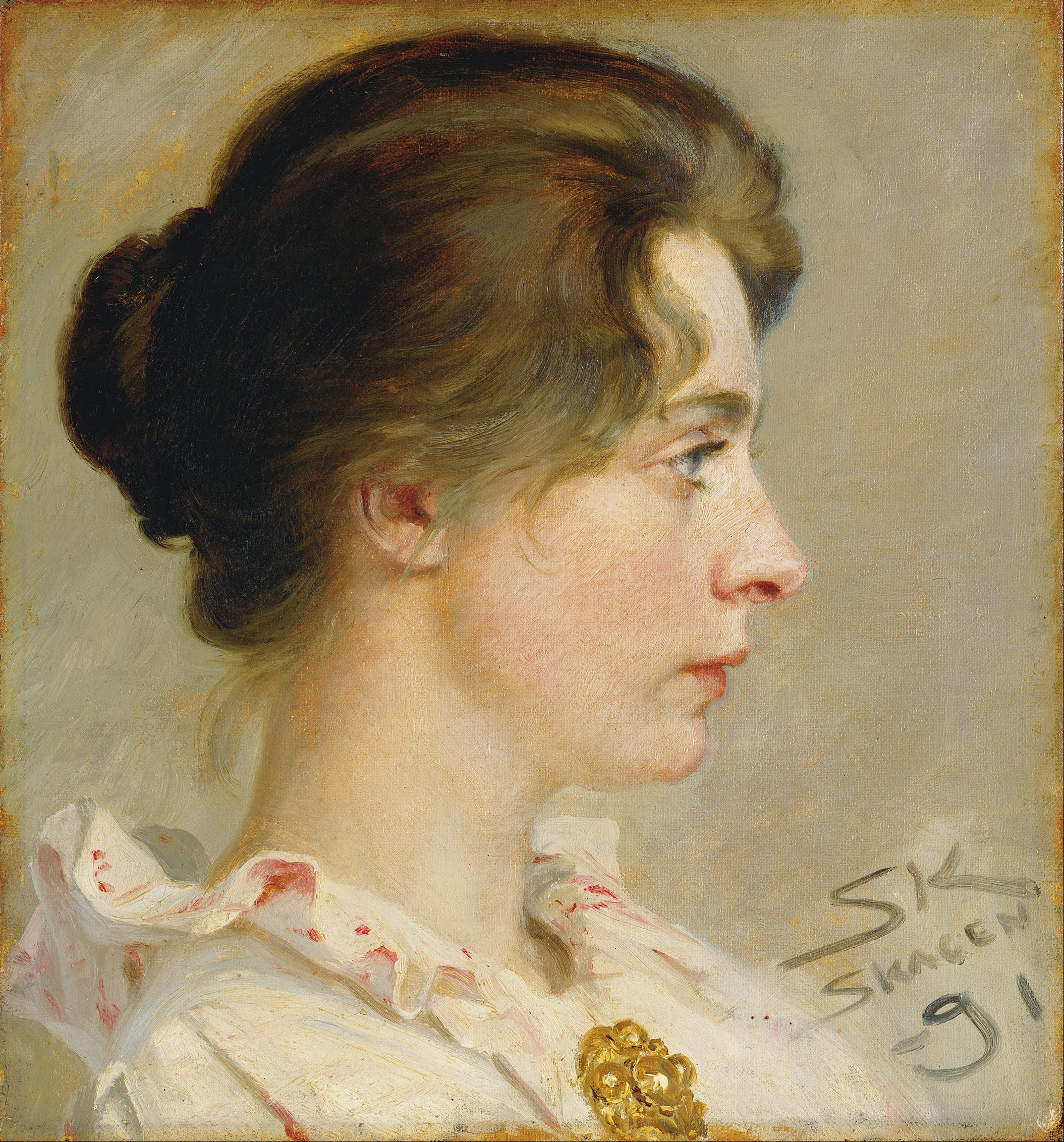
Marie Krøyer, door P.S. Krøyer
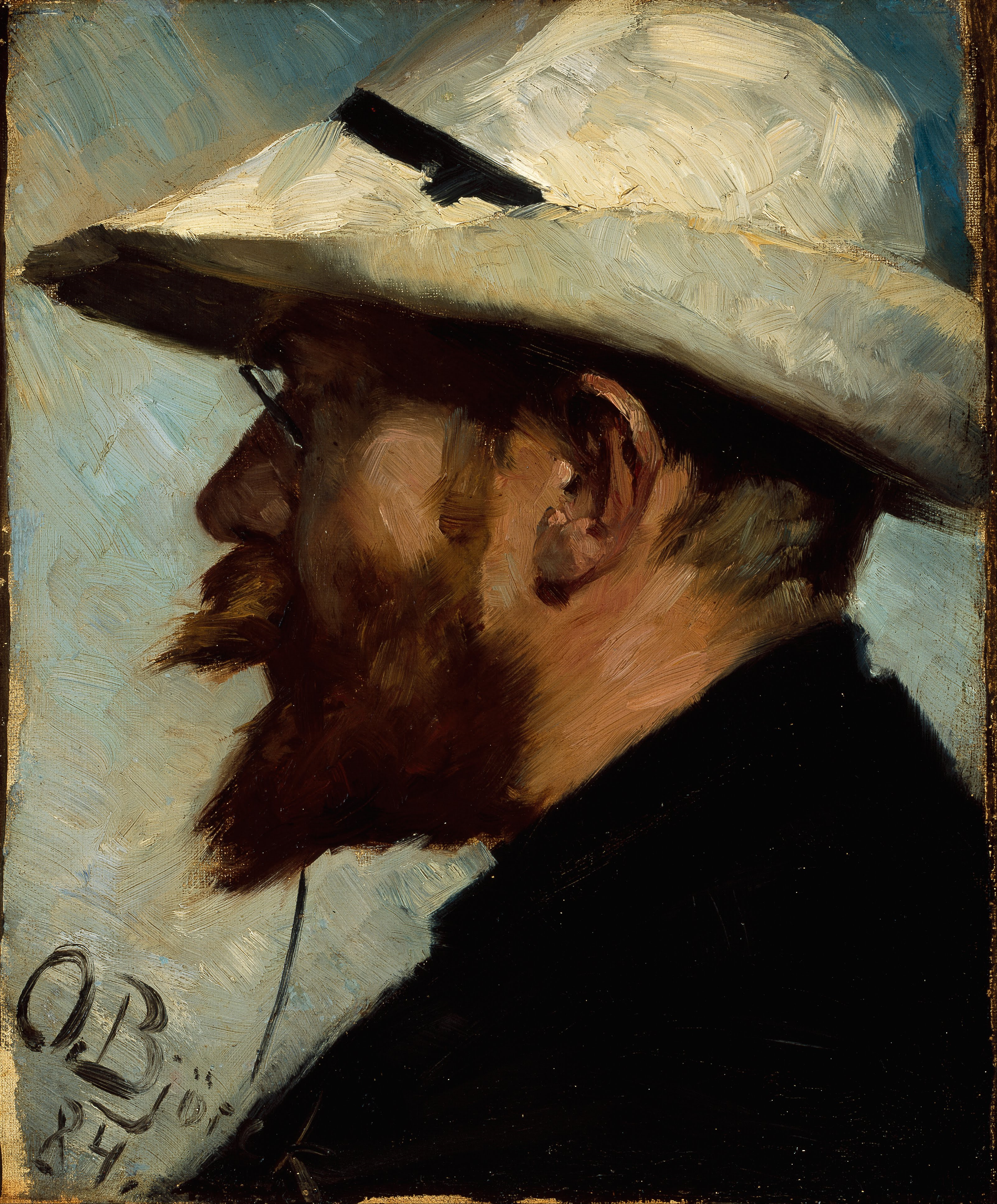
Peder Severin Krøyer, door Oscar Björck
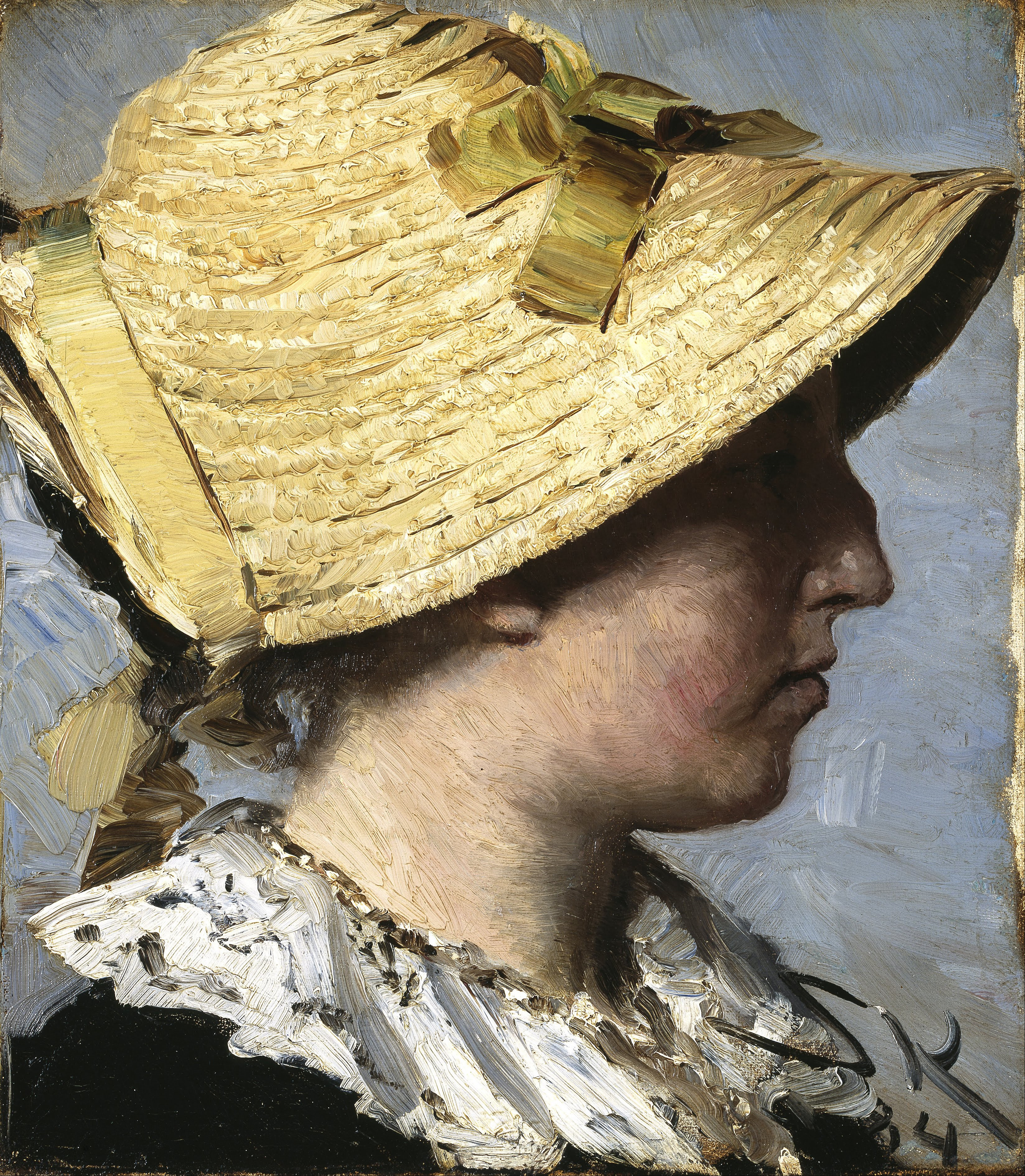
Anna Ancher, door P.S. Krøyer
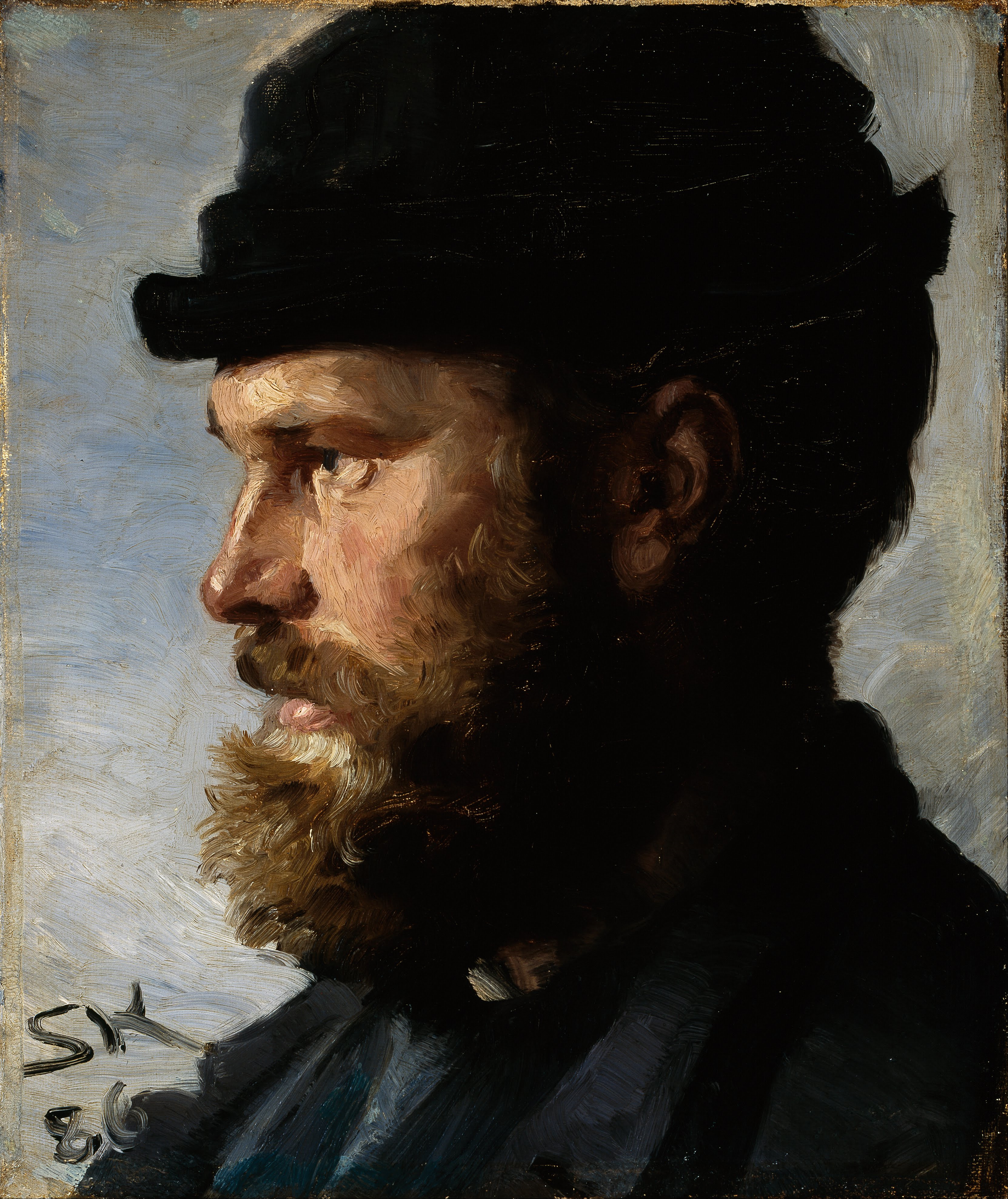
Michael Ancher, door P.S. Krøyer
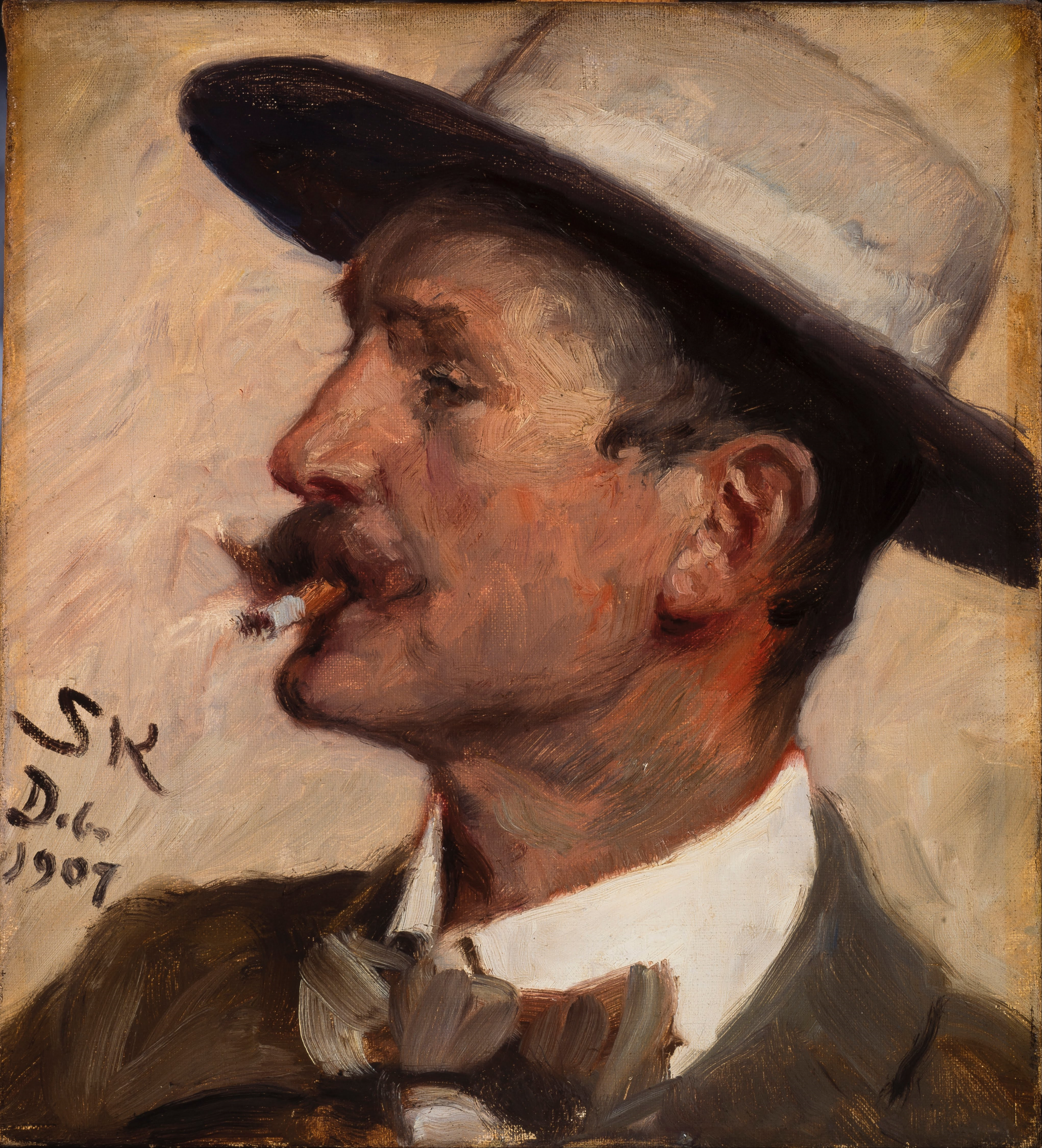
Hans Gyde Petersen, door P.S. Krøyer
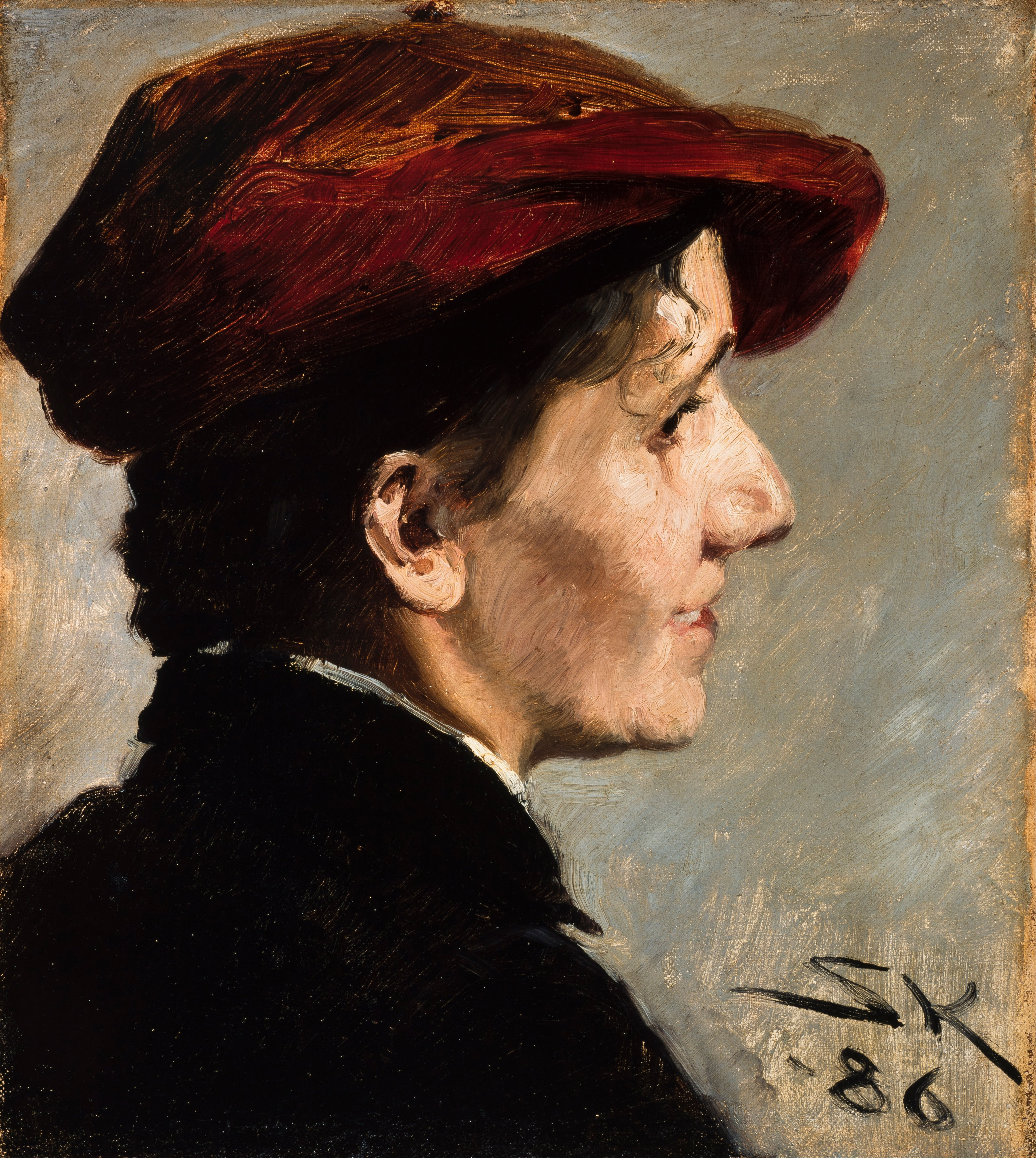
Marianne Stokes, door P.S. Krøyer
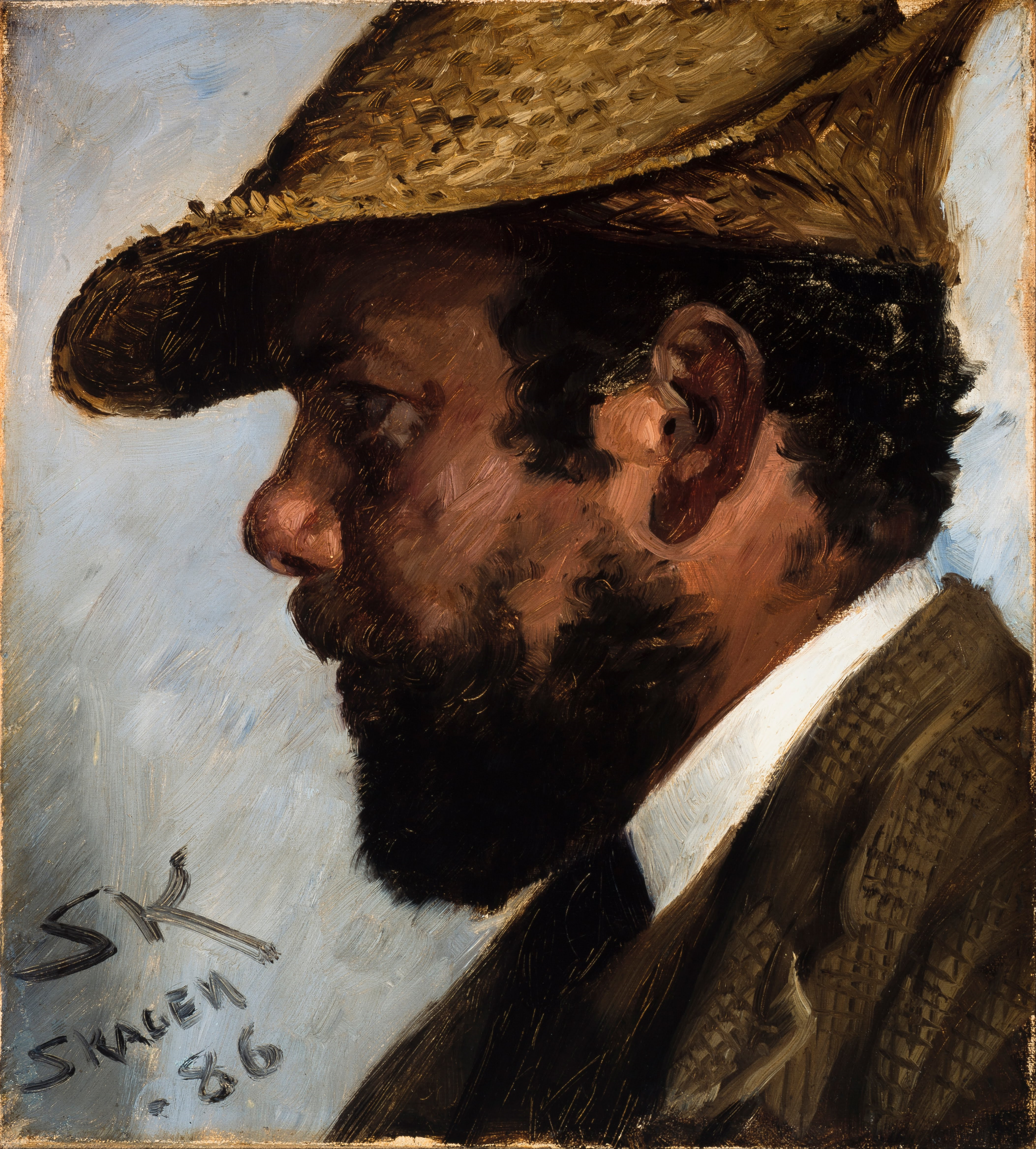
Adrian Stokes, door P.S. Krøyer
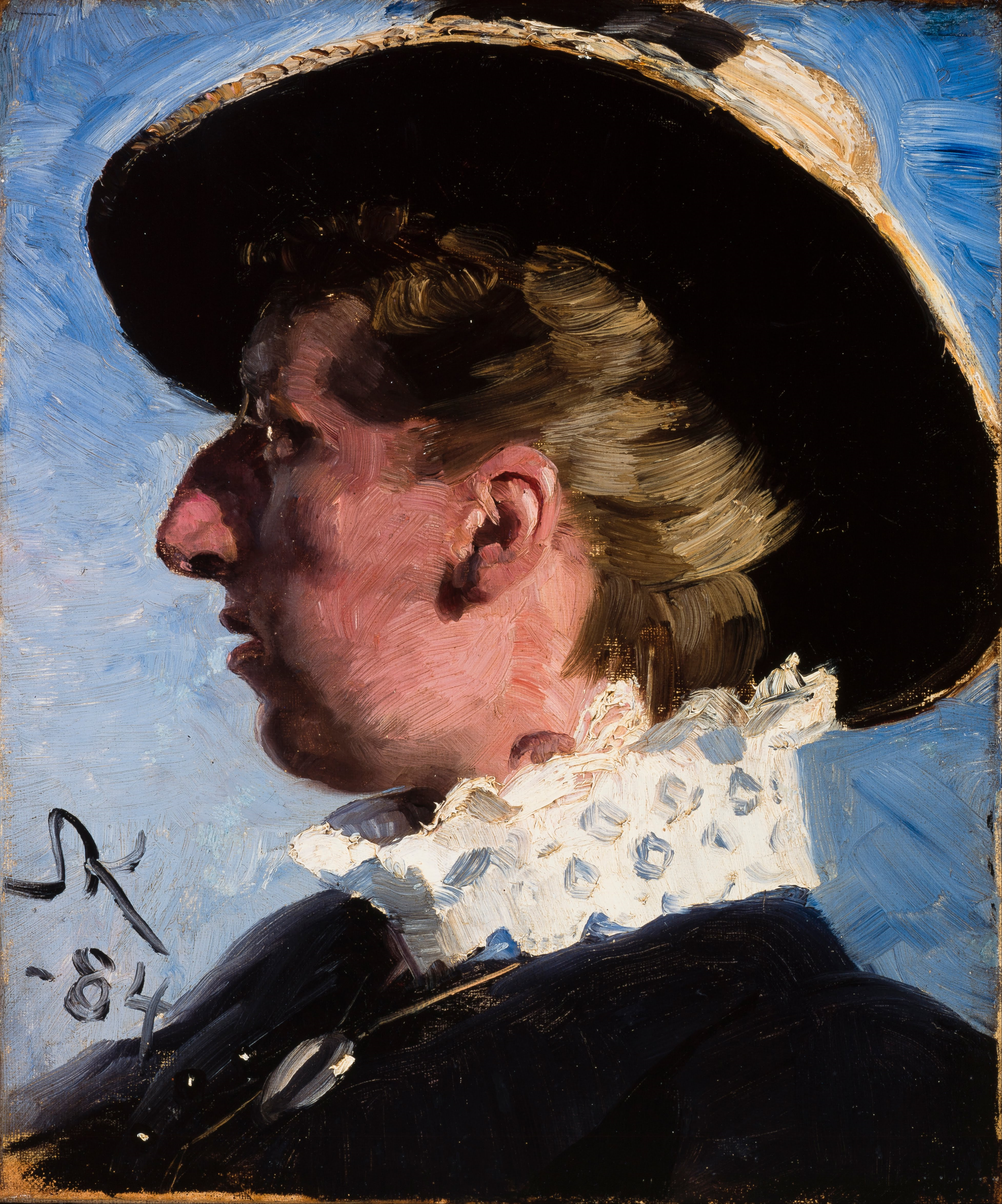
Anna Palm, door P.S. Krøyer
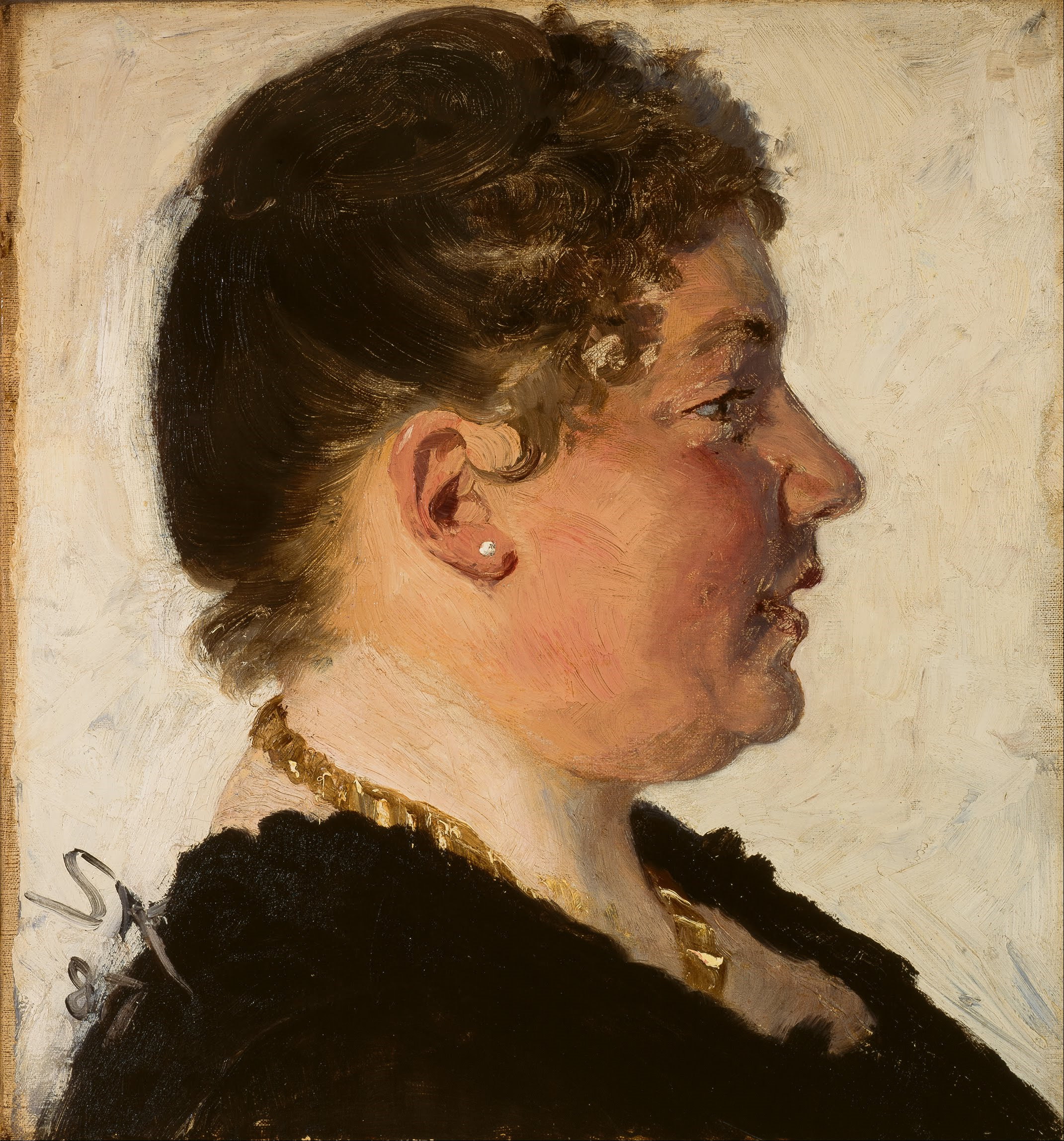
Beatrice Diderichsen, door P.S. Krøyer
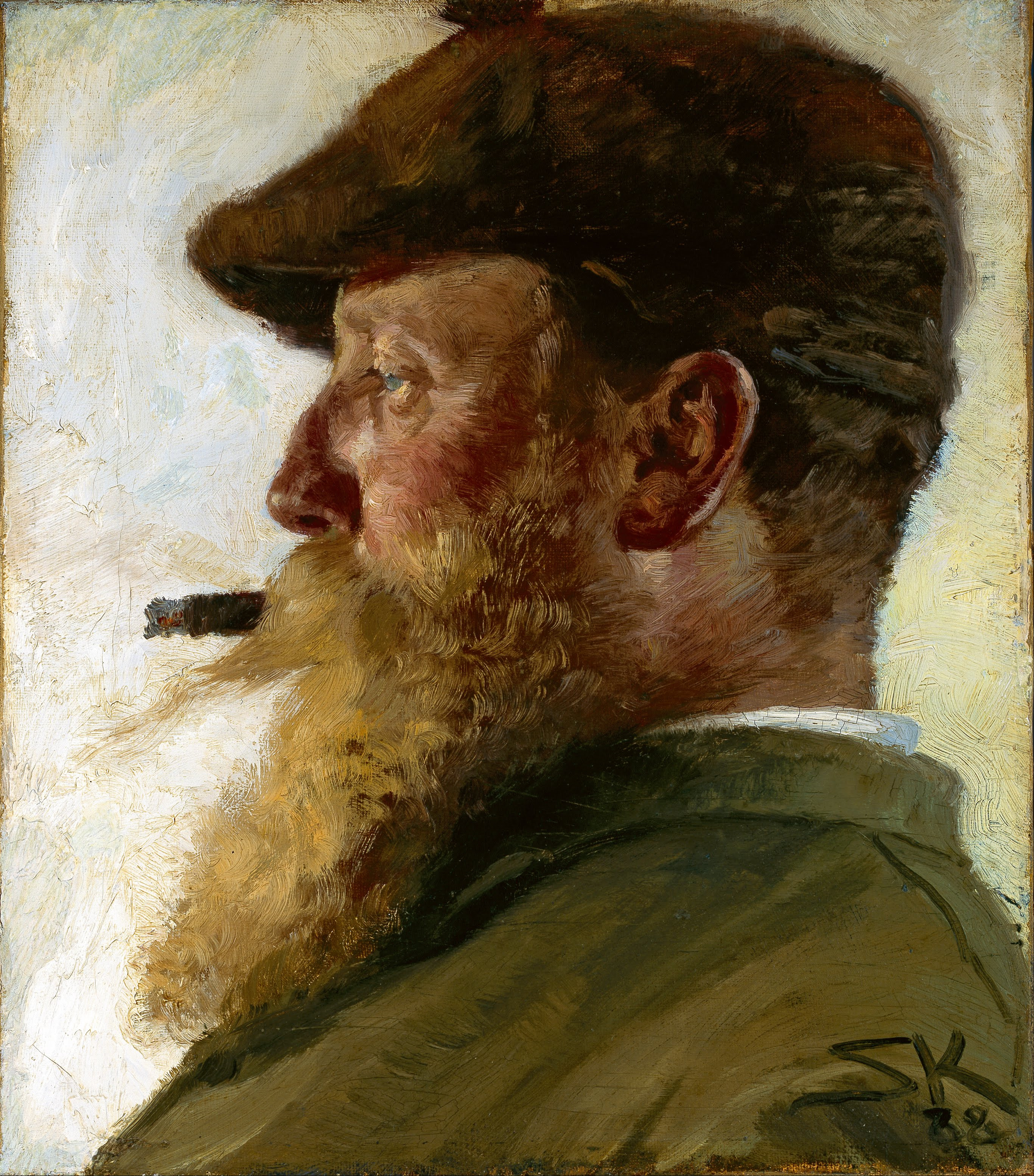
Christian Krohg, door P.S. Krøyer
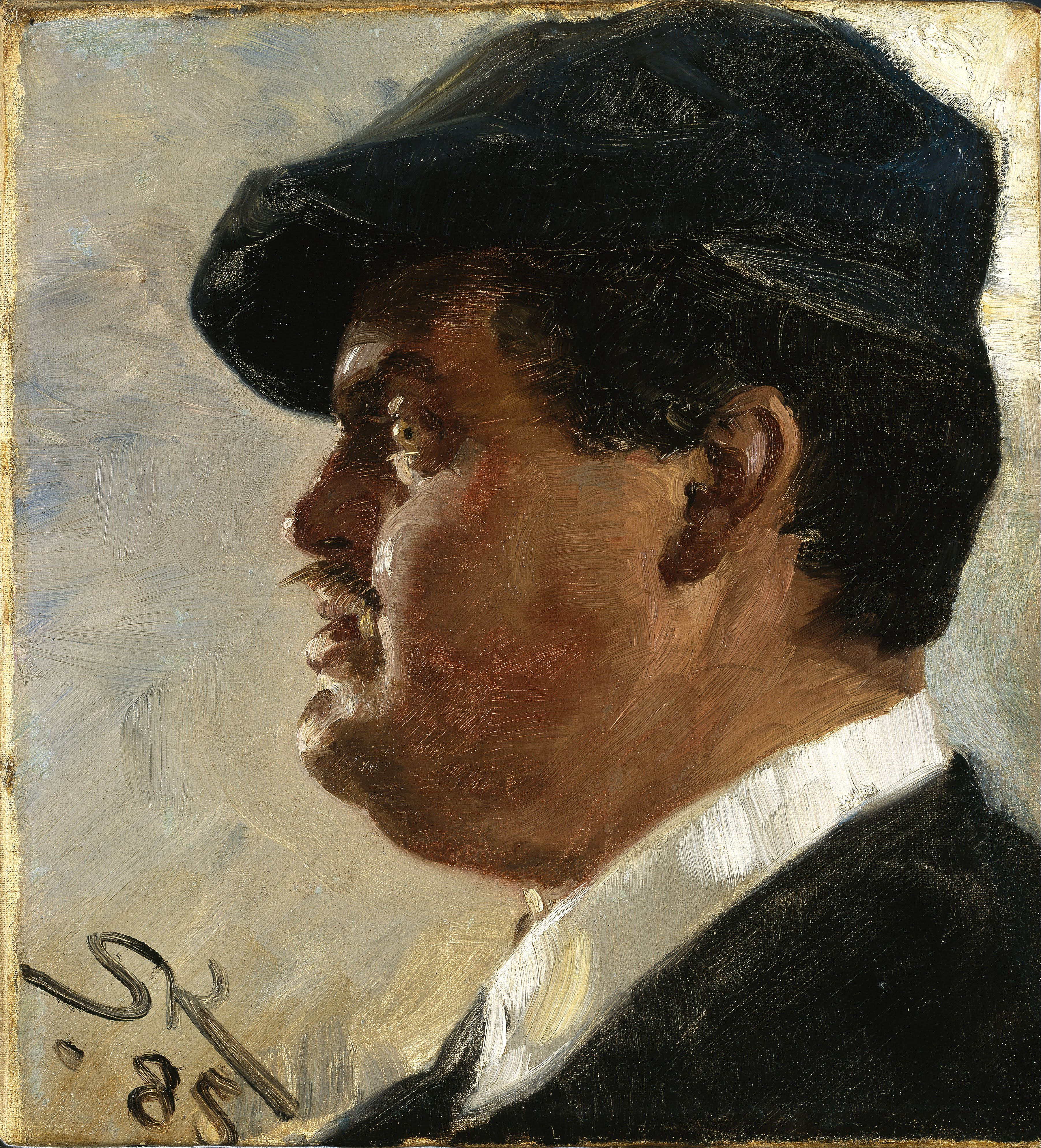
Carl Locher, door P.S. Krøyer
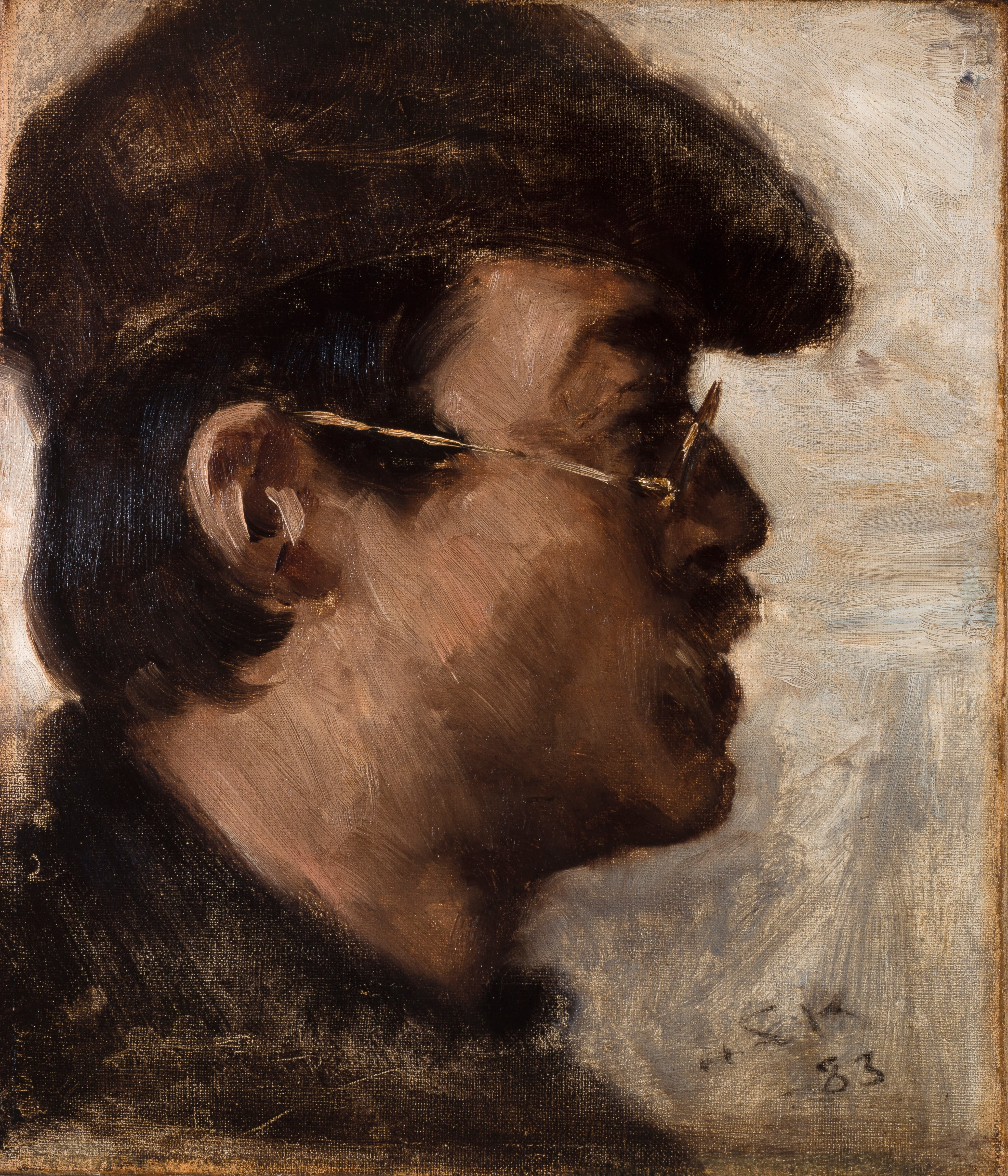
Eilif Peterssen, door P.S. Krøyer
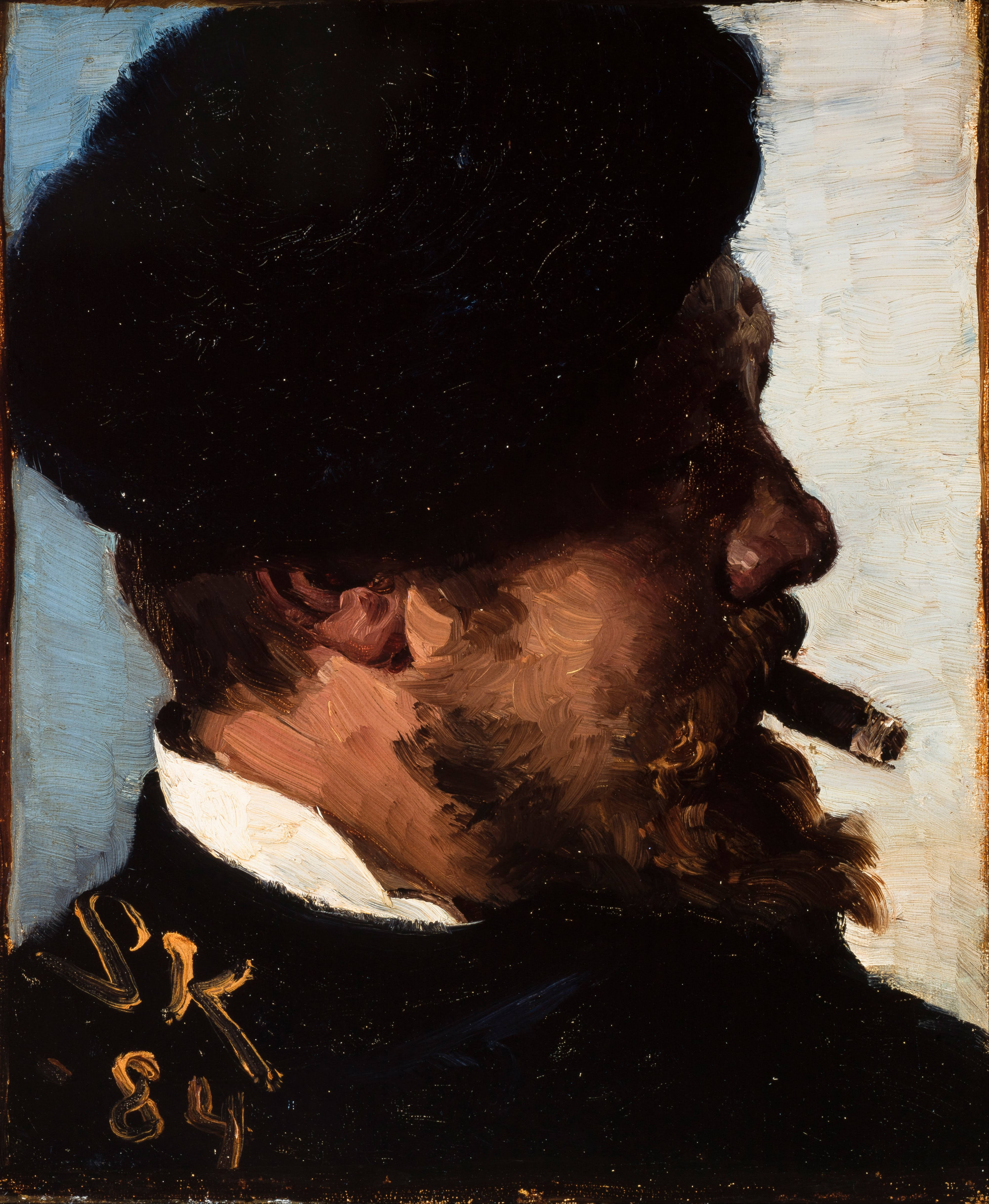
Fritz Stoltenberg, door P.S. Krøyer
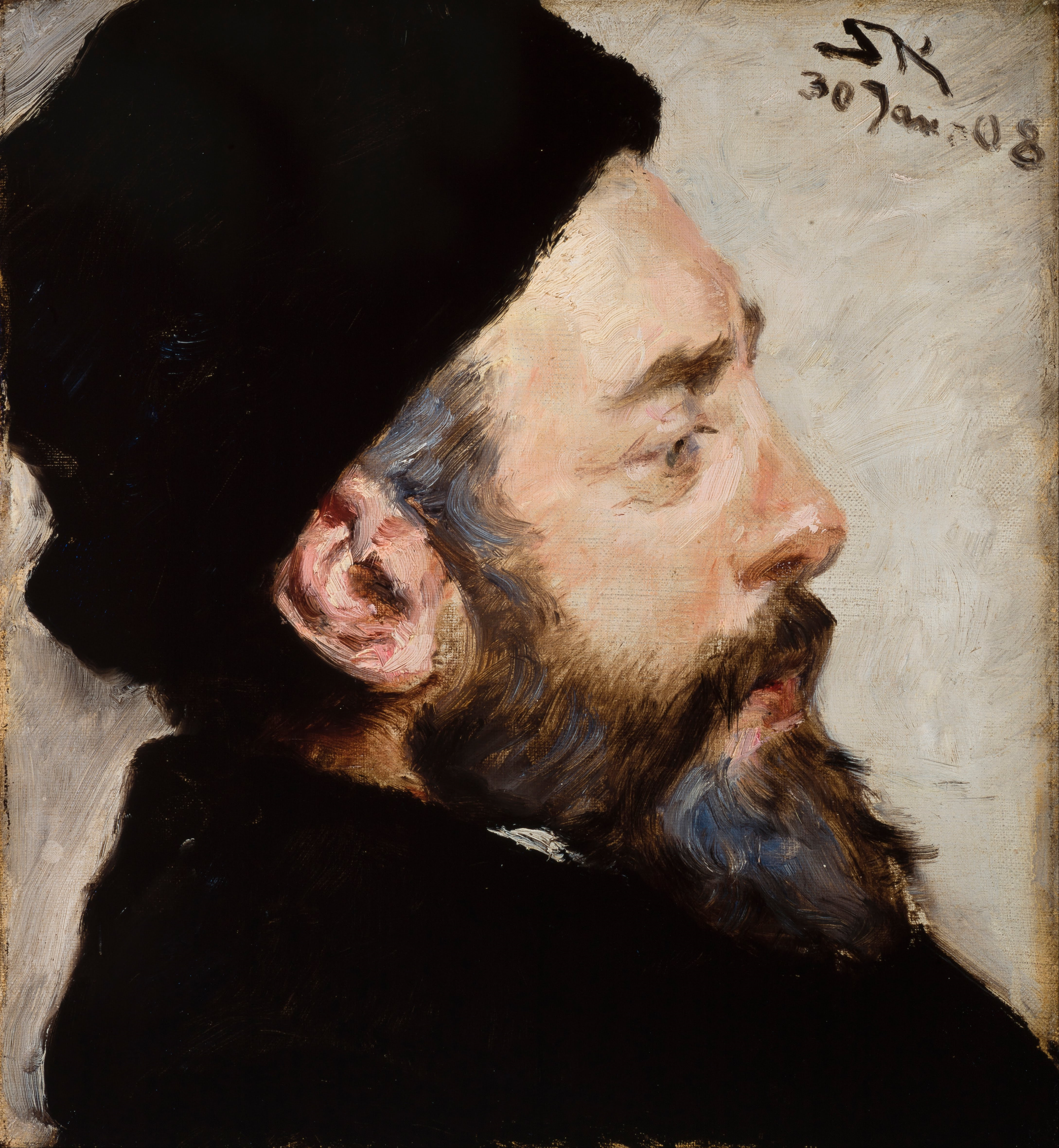
Henrik Pontoppidan, door P.S. Krøyer
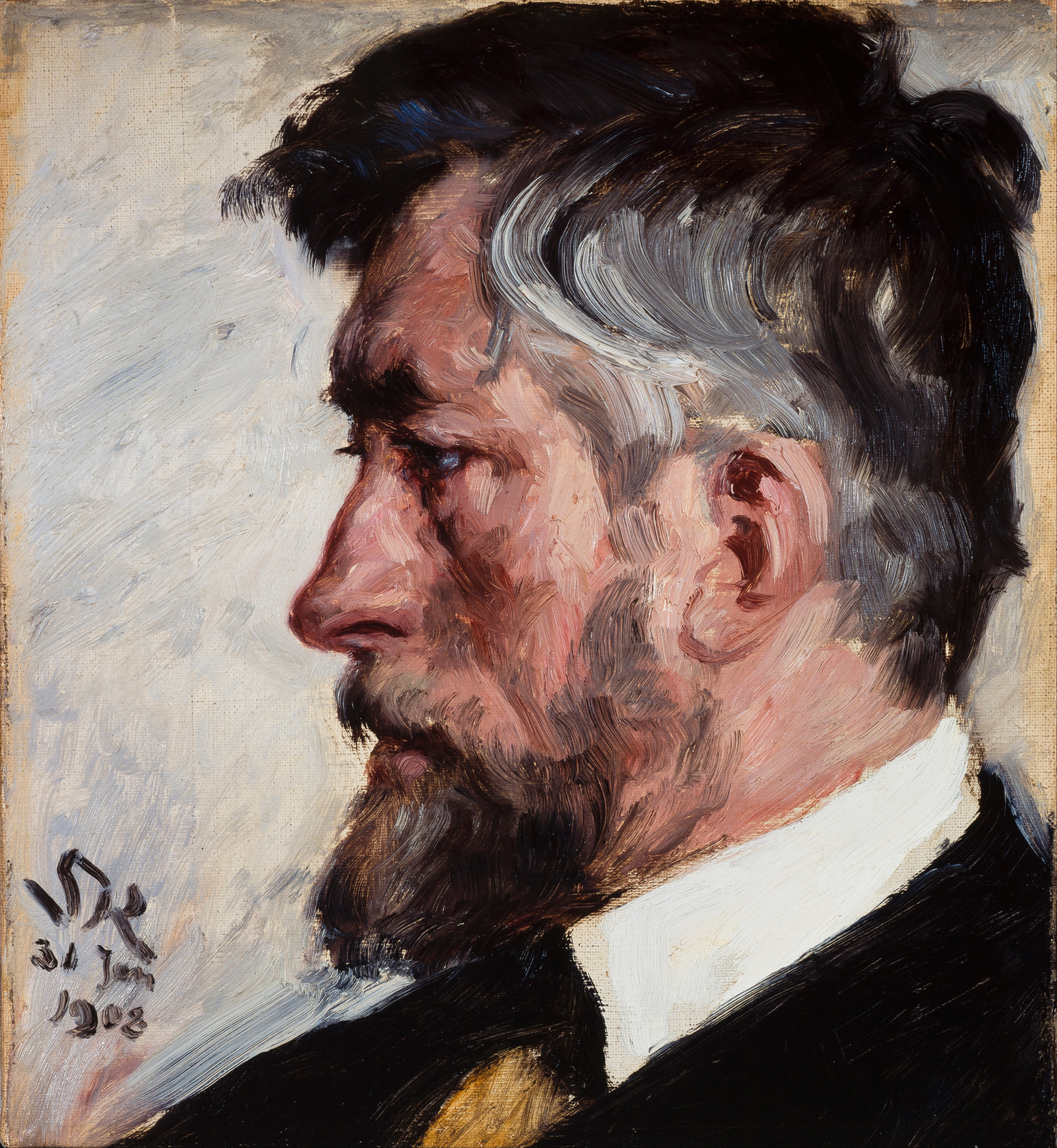
J.F. Willumsen, door P.S. Krøyer
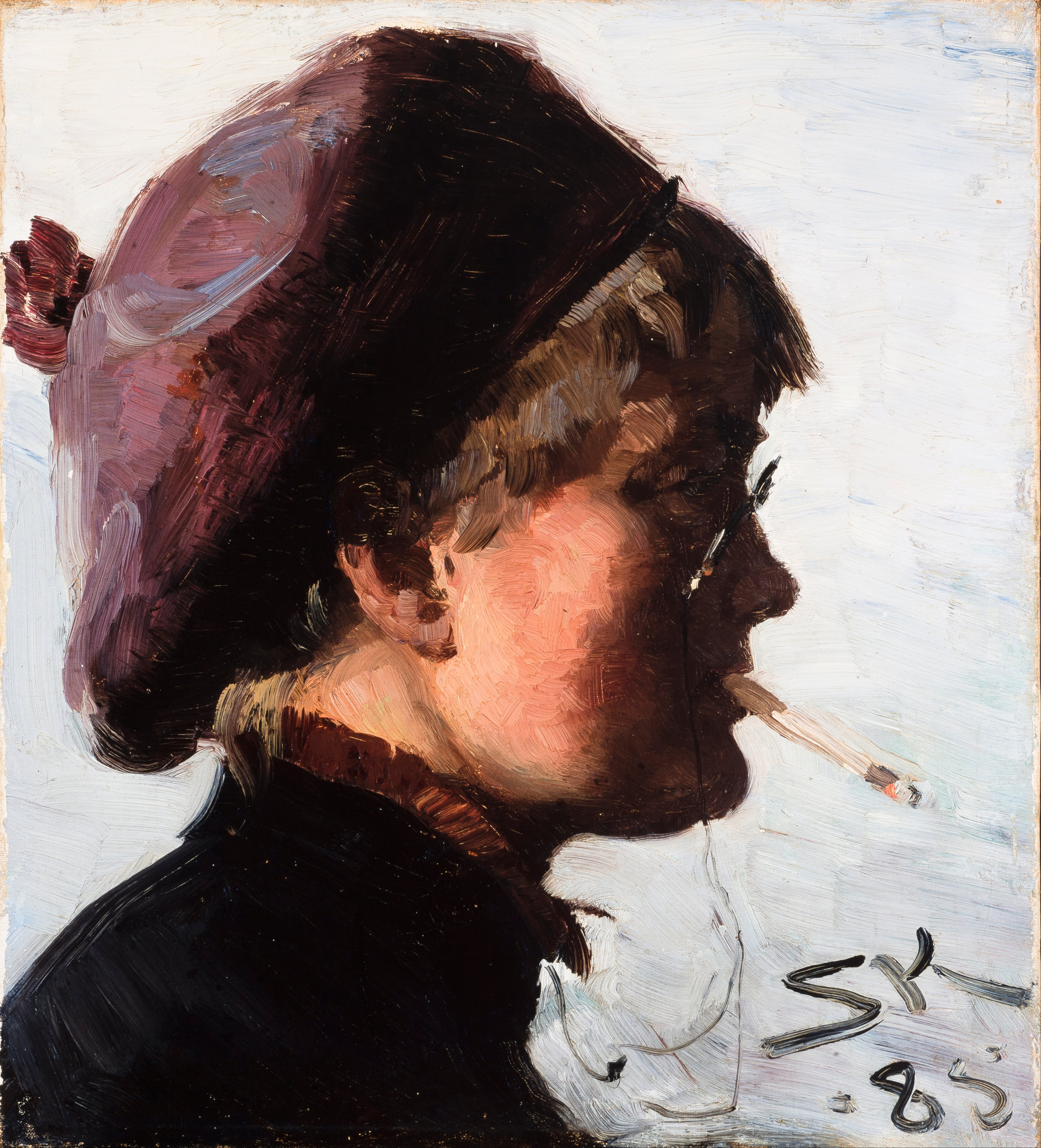
Julia Strömberg, door P.S. Krøyer
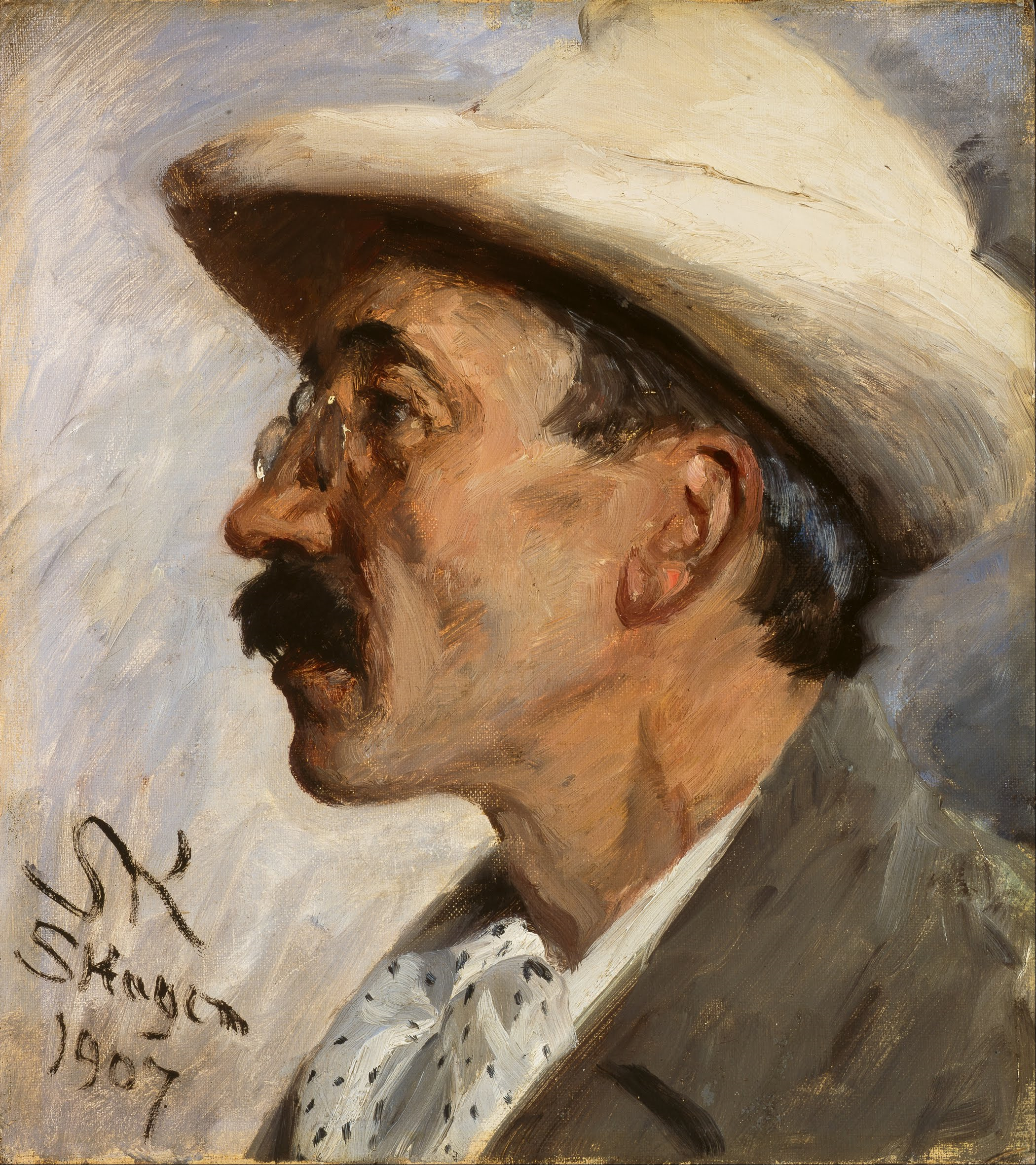
Julius Paulsen, door P.S. Krøyer
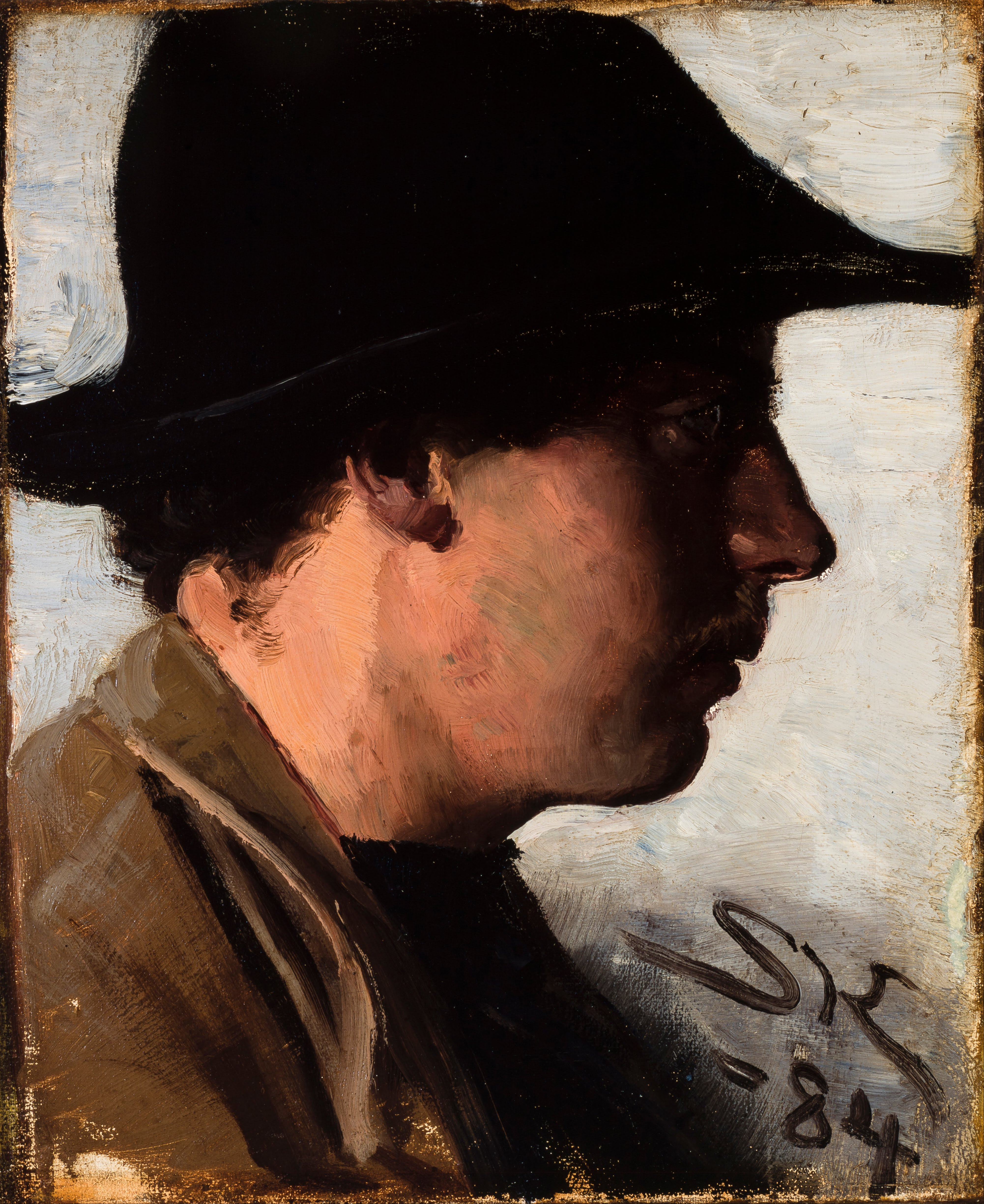
Oscar Björck, door P.S. Krøyer
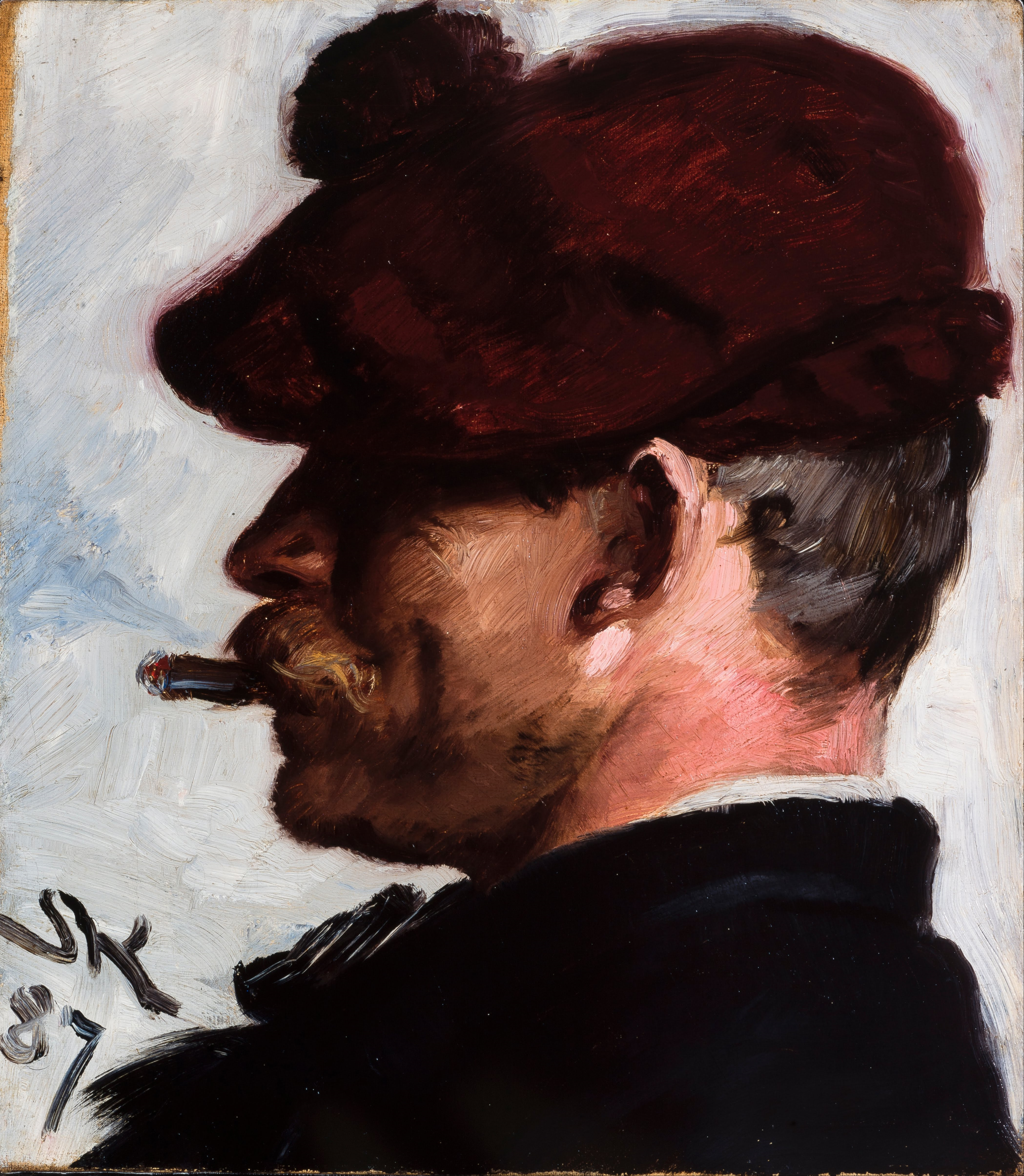
Thorvald Niss, door P.S. Krøyer
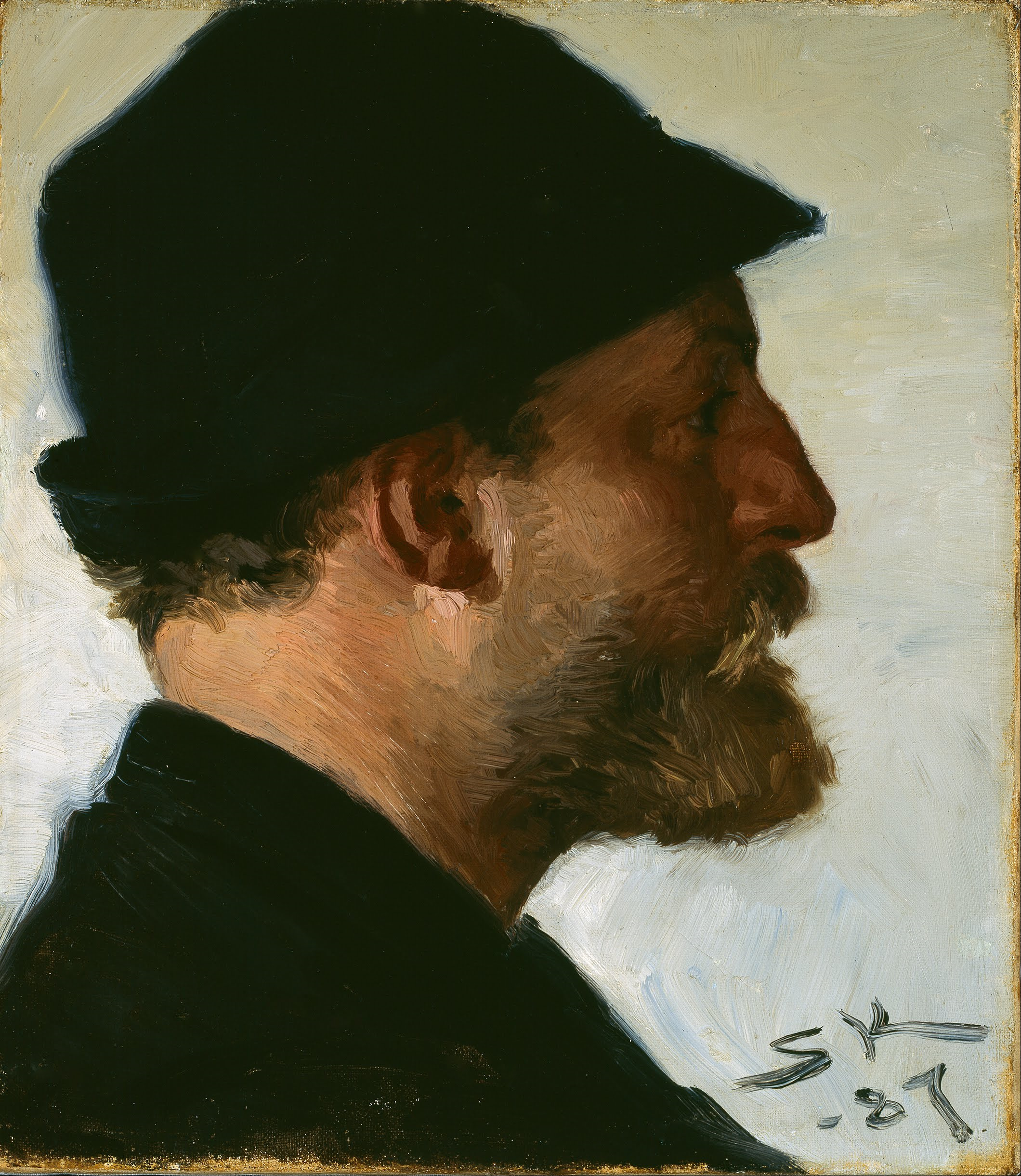
Viggo Johansen, door P.S. Krøyer
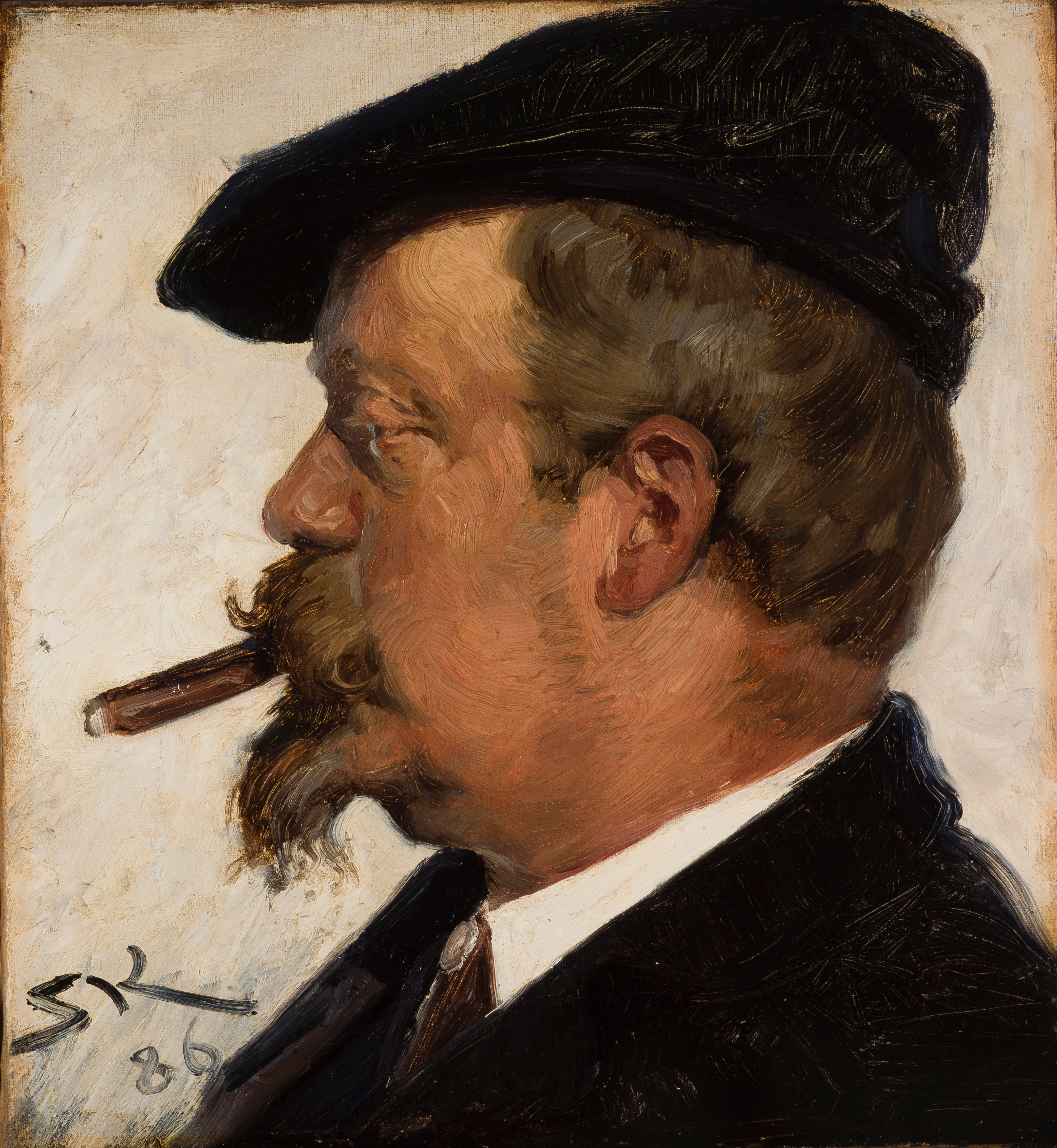
Vilhelm Rosenstand, door P.S. Krøyer
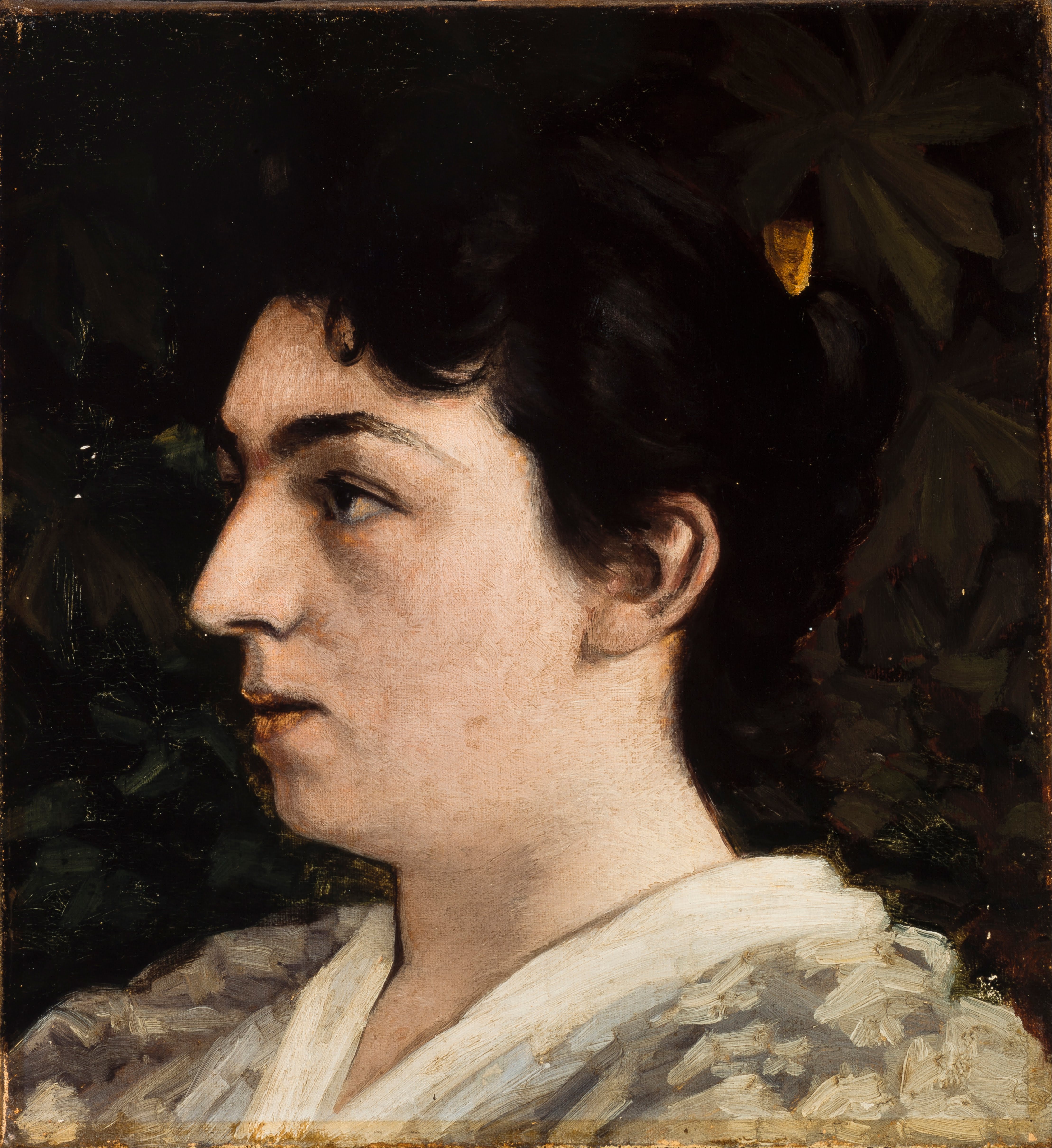
Frida Schytte, door Valdemar Schønheyder Møller
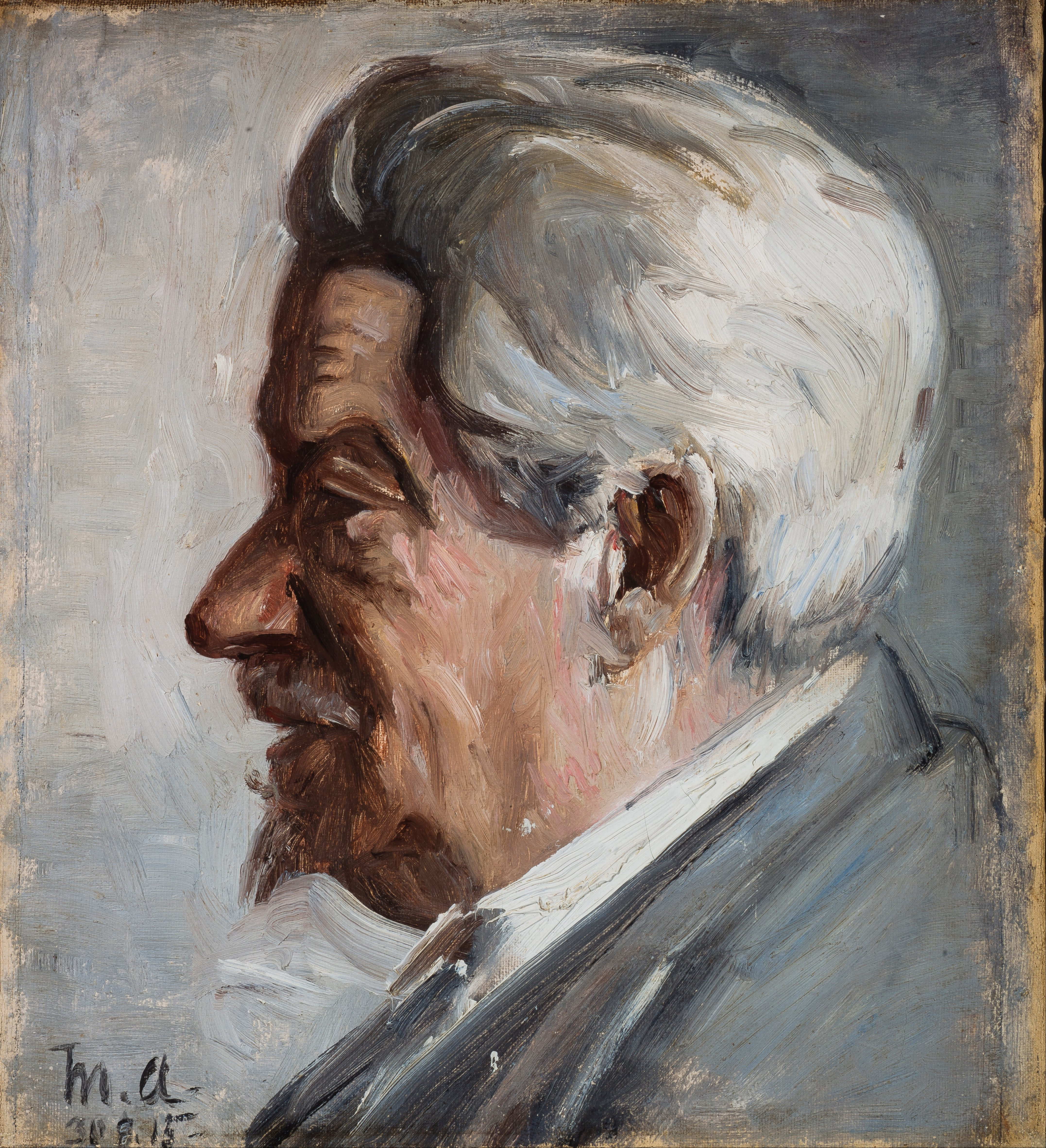
Georg Brandes, door Michael Ancher
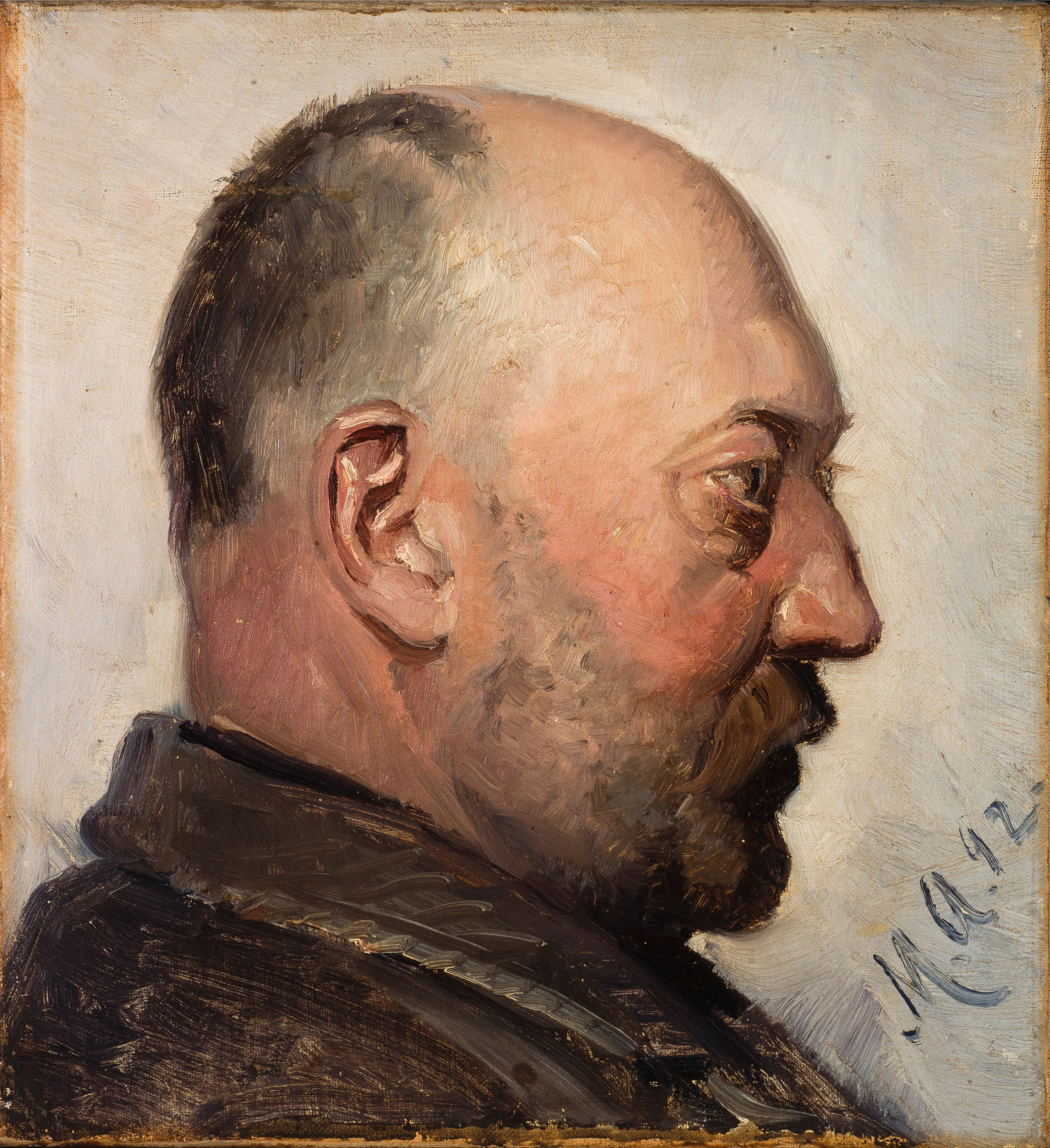
Thorvald Bindesbøll, door Michael Ancher
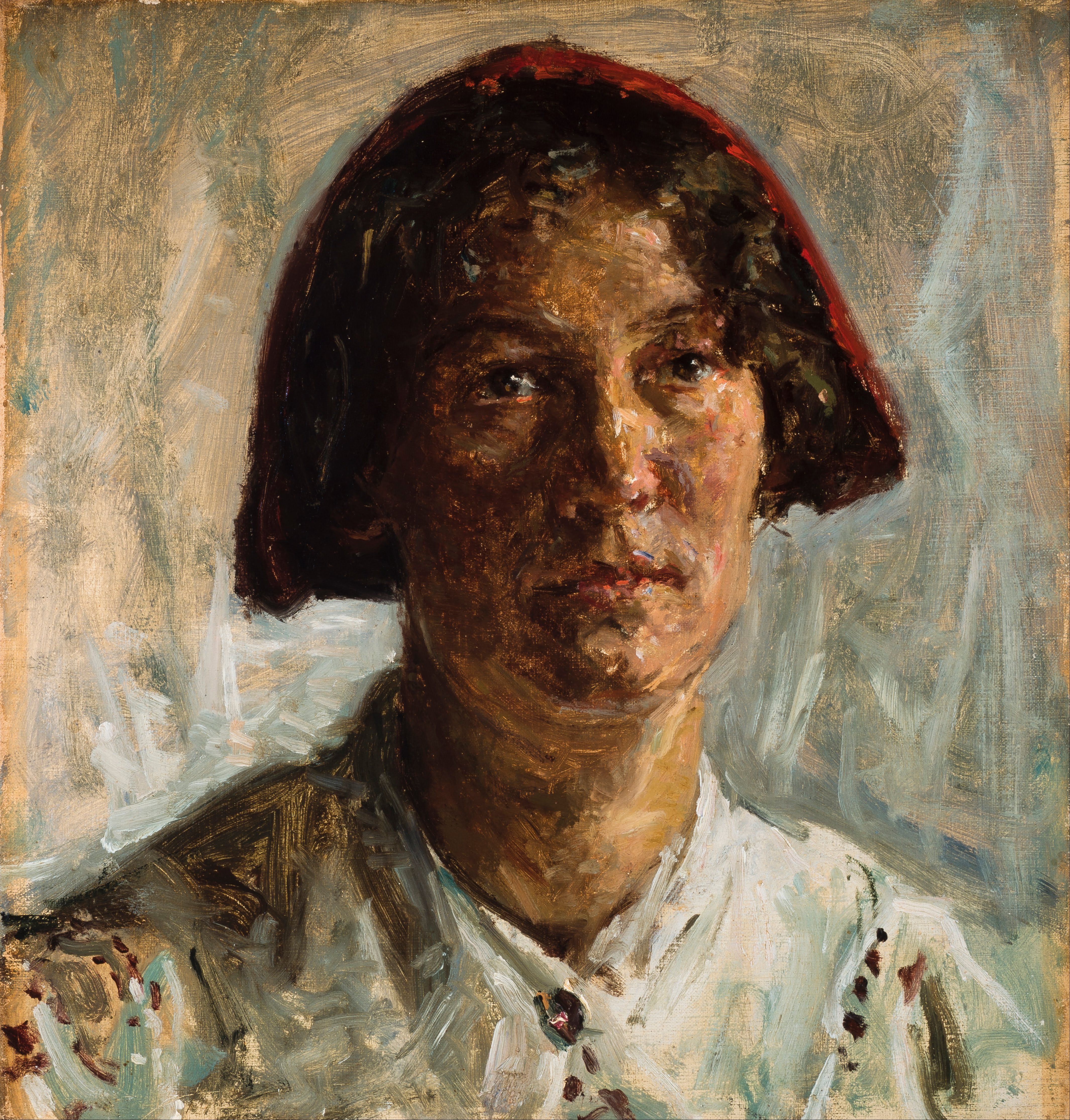
Alice Nordin, door Viggo Johansen
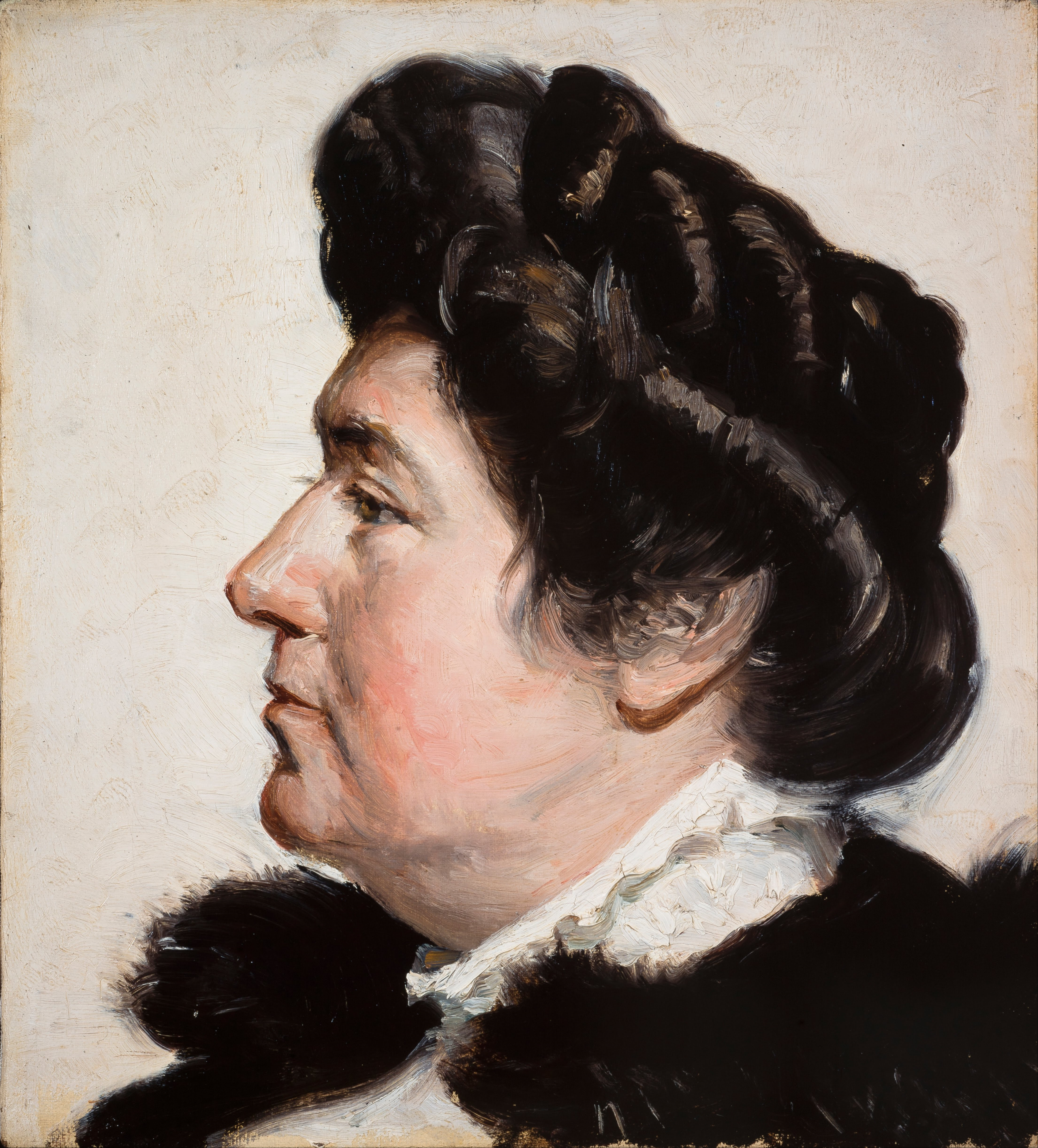
Ellen Gulbranson, door Michael Ancher
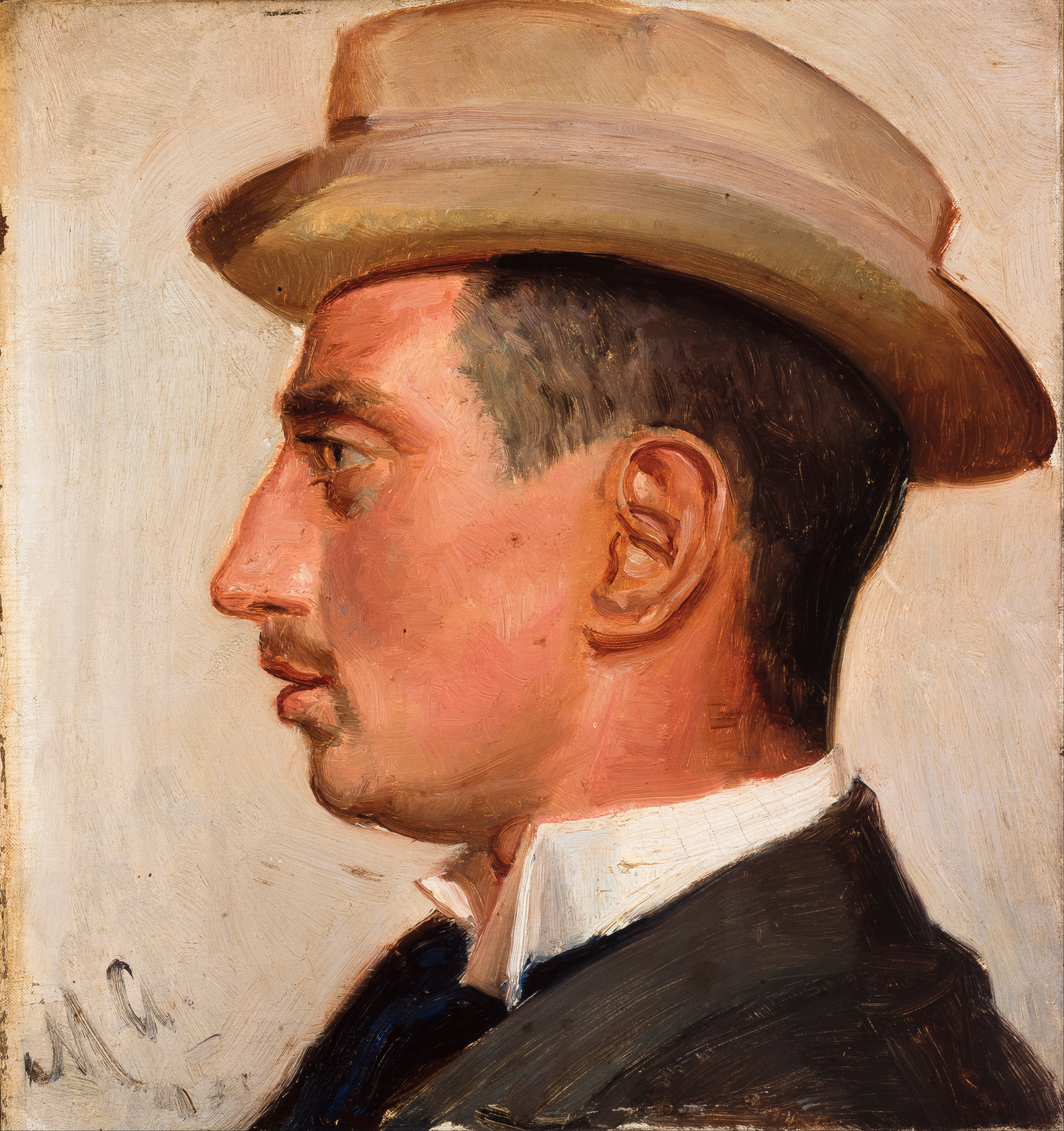
Prins Christaan van Denemarken, door Michael Ancher
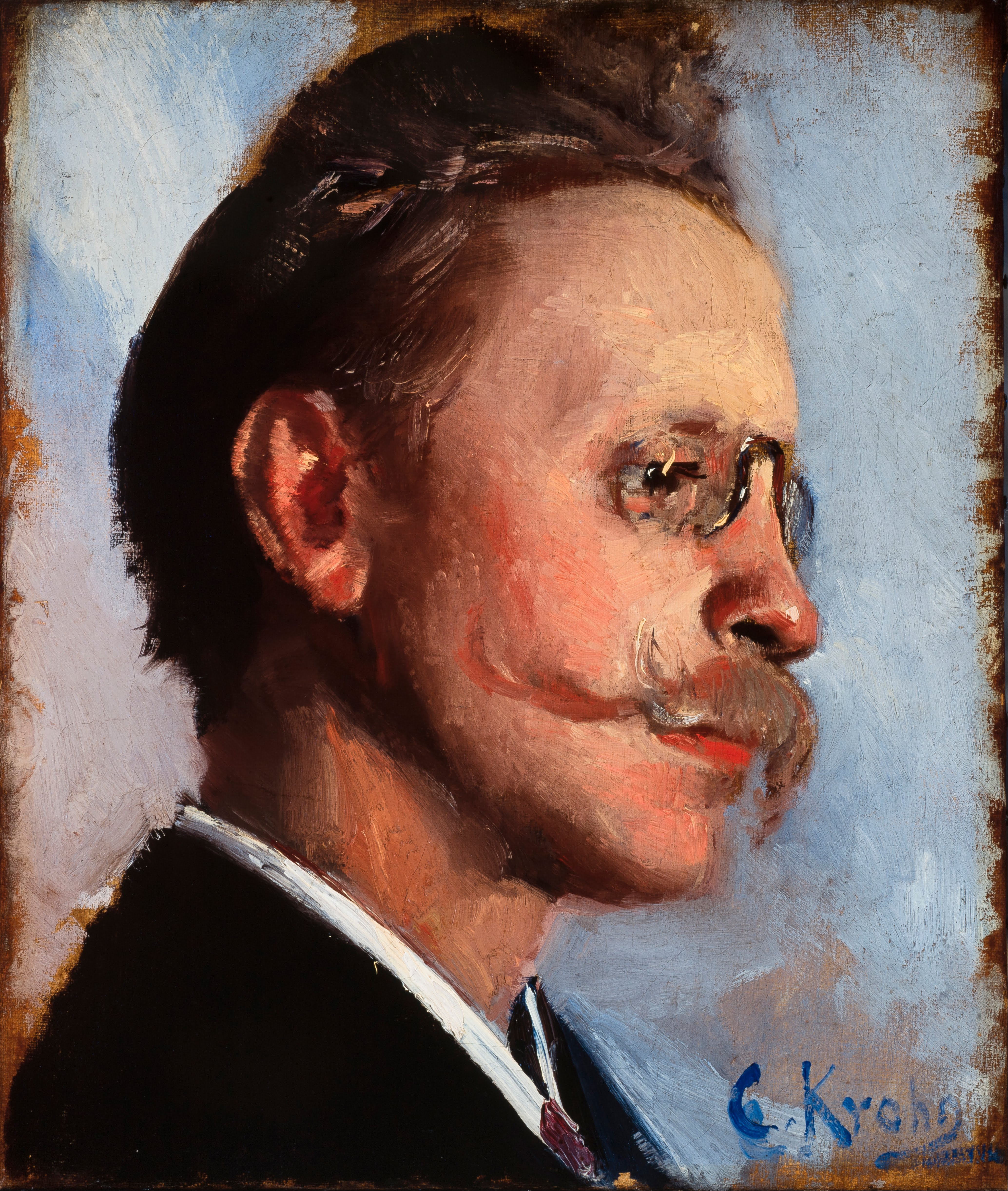
Otto Benzon, door Christian Krogh
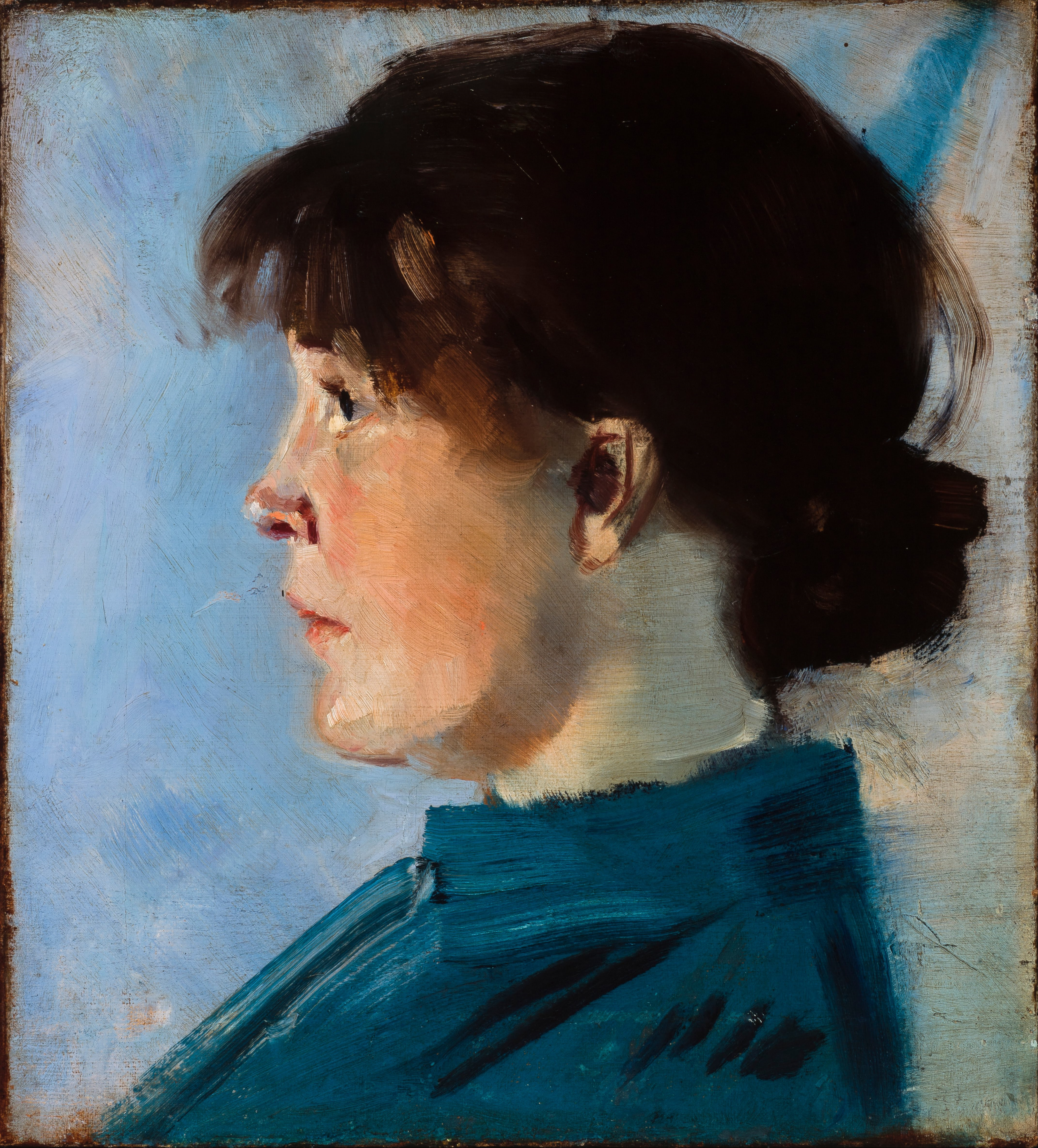
Oda Krohg, door Christian Krohg
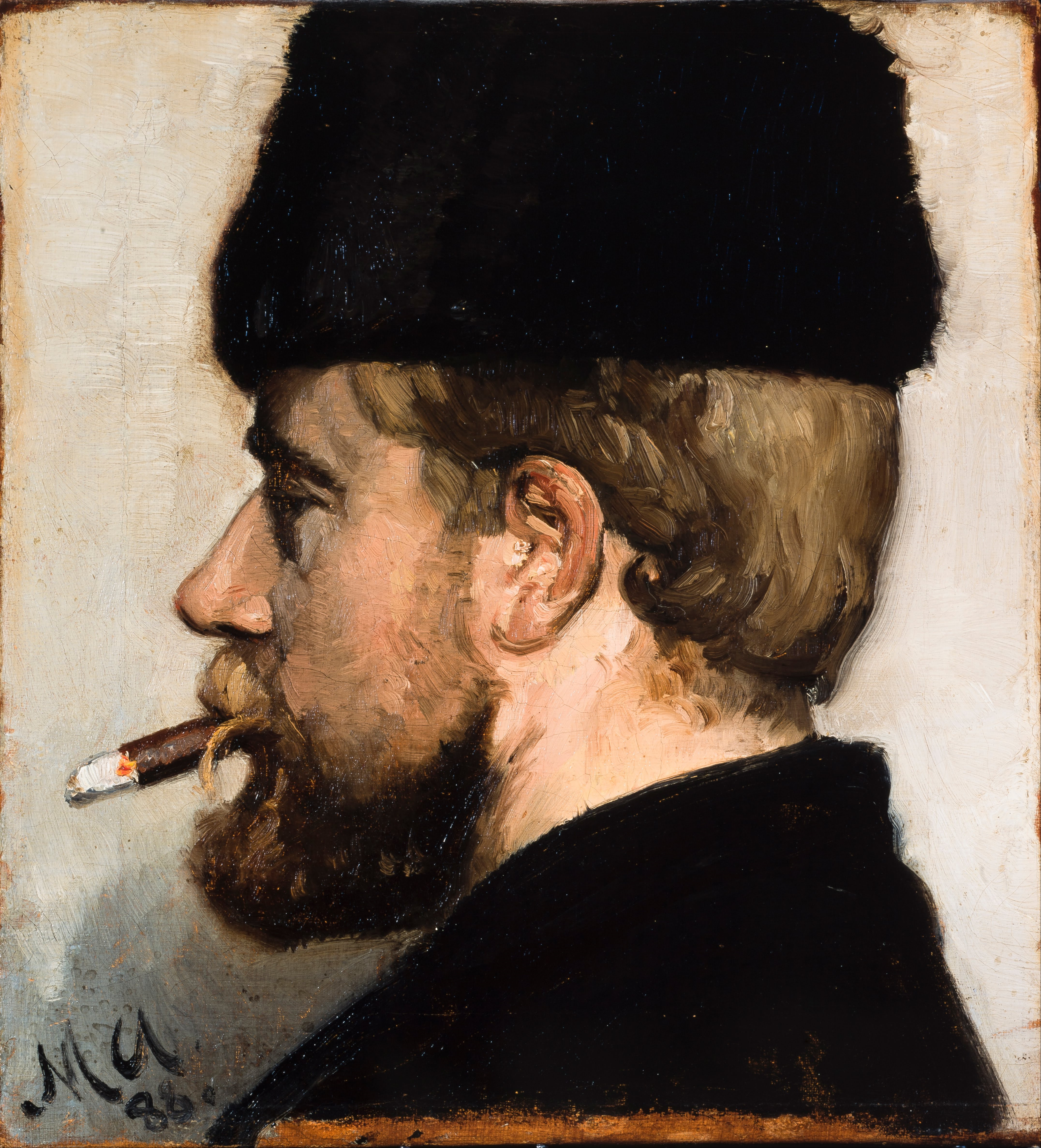
Jens Vige, door Michael Ancher
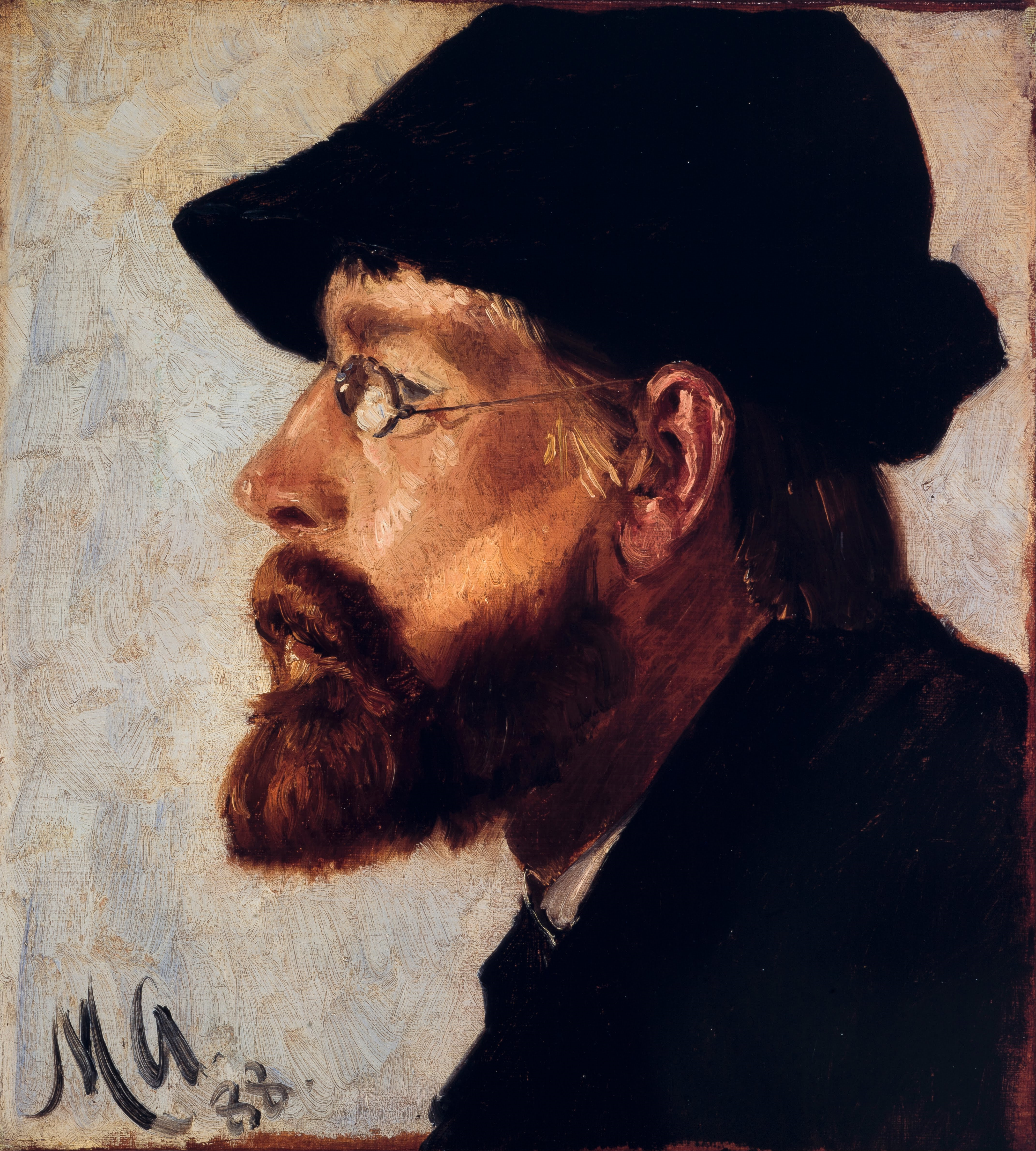
Nils Hansteen, door Michael Ancher
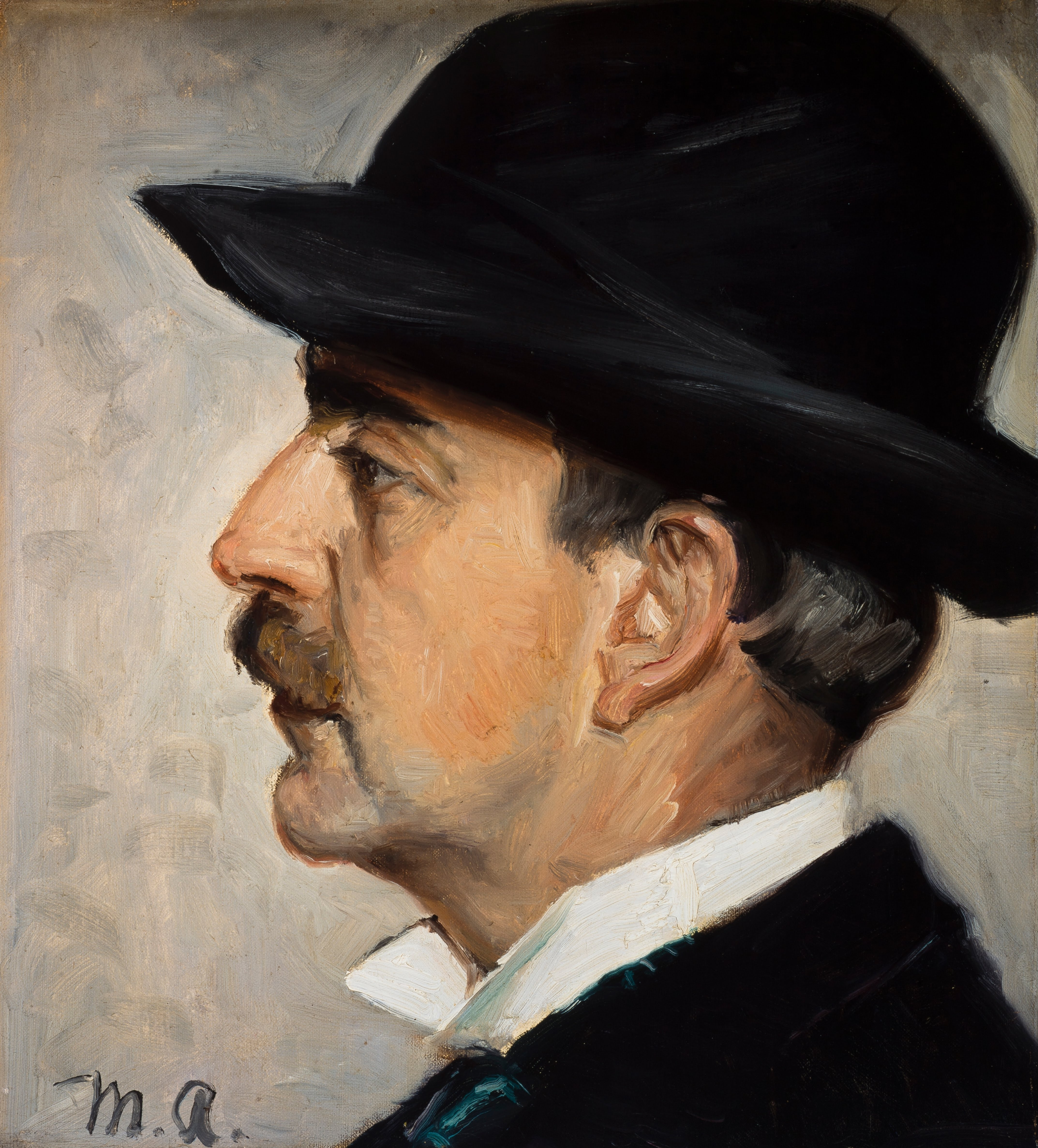
Johannes Wilhjelm, door Michael Ancher
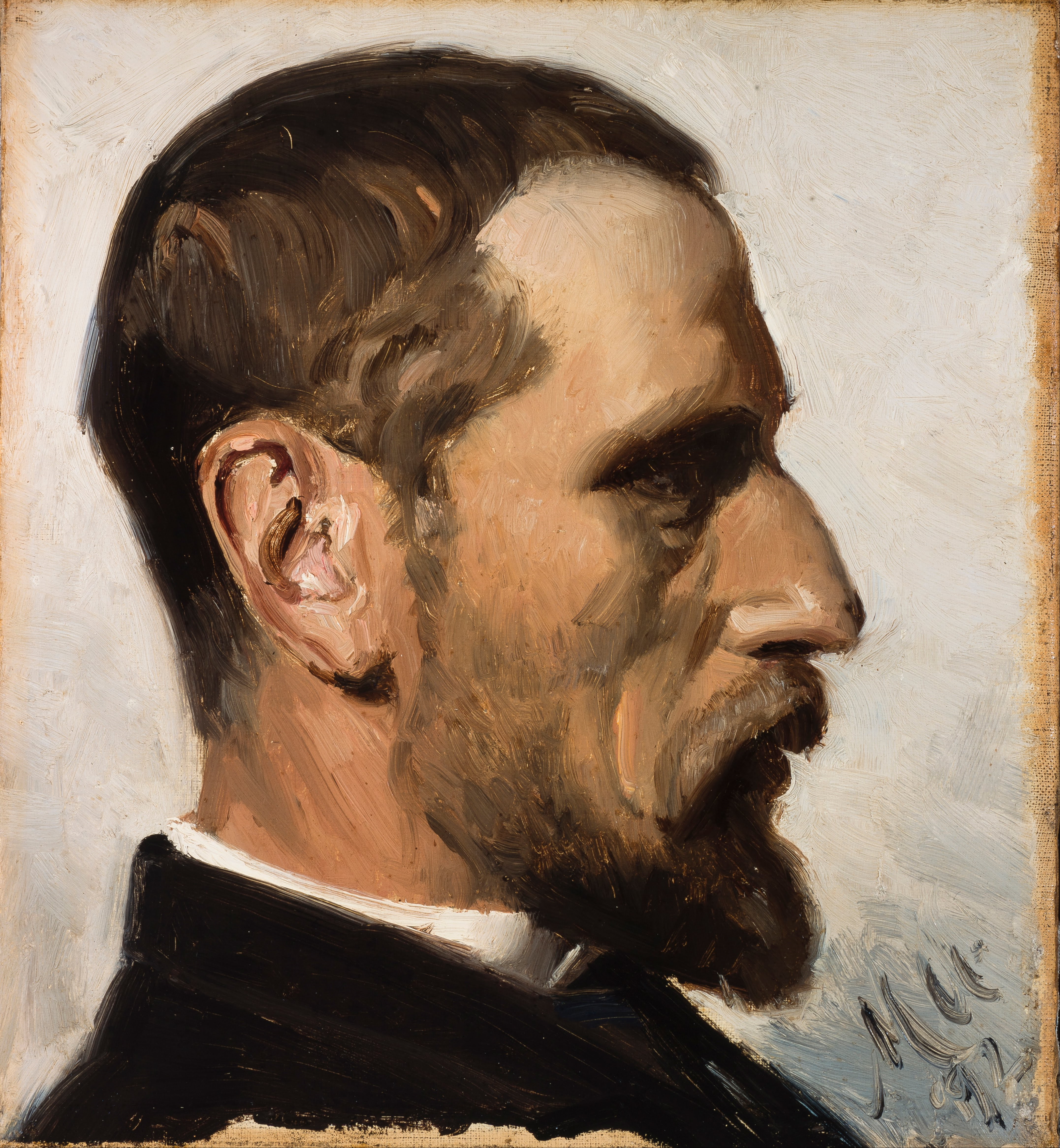
Laurits Andersen Ring, door Michael Ancher
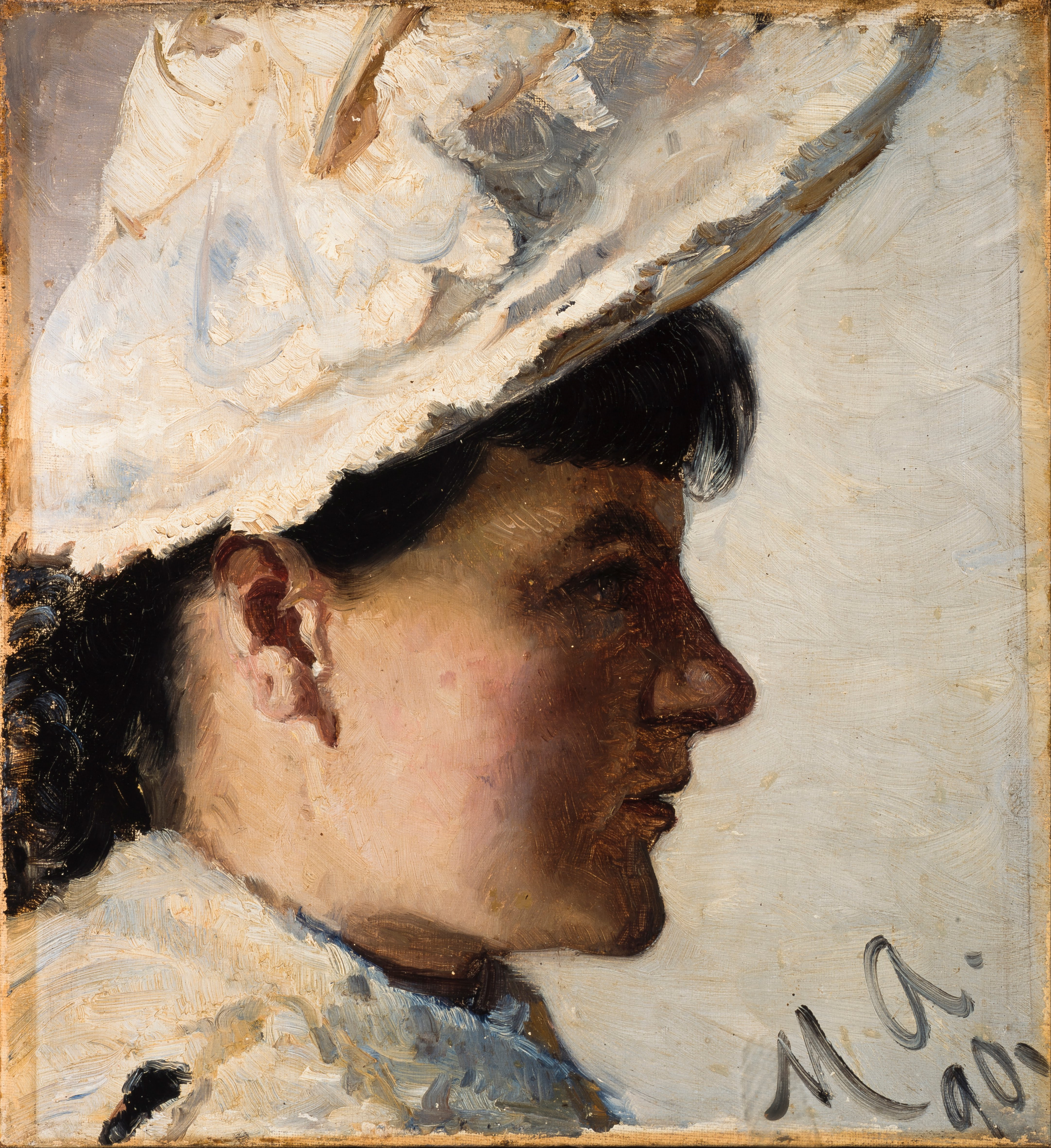
Gerda Ahlborn, door Michael Ancher
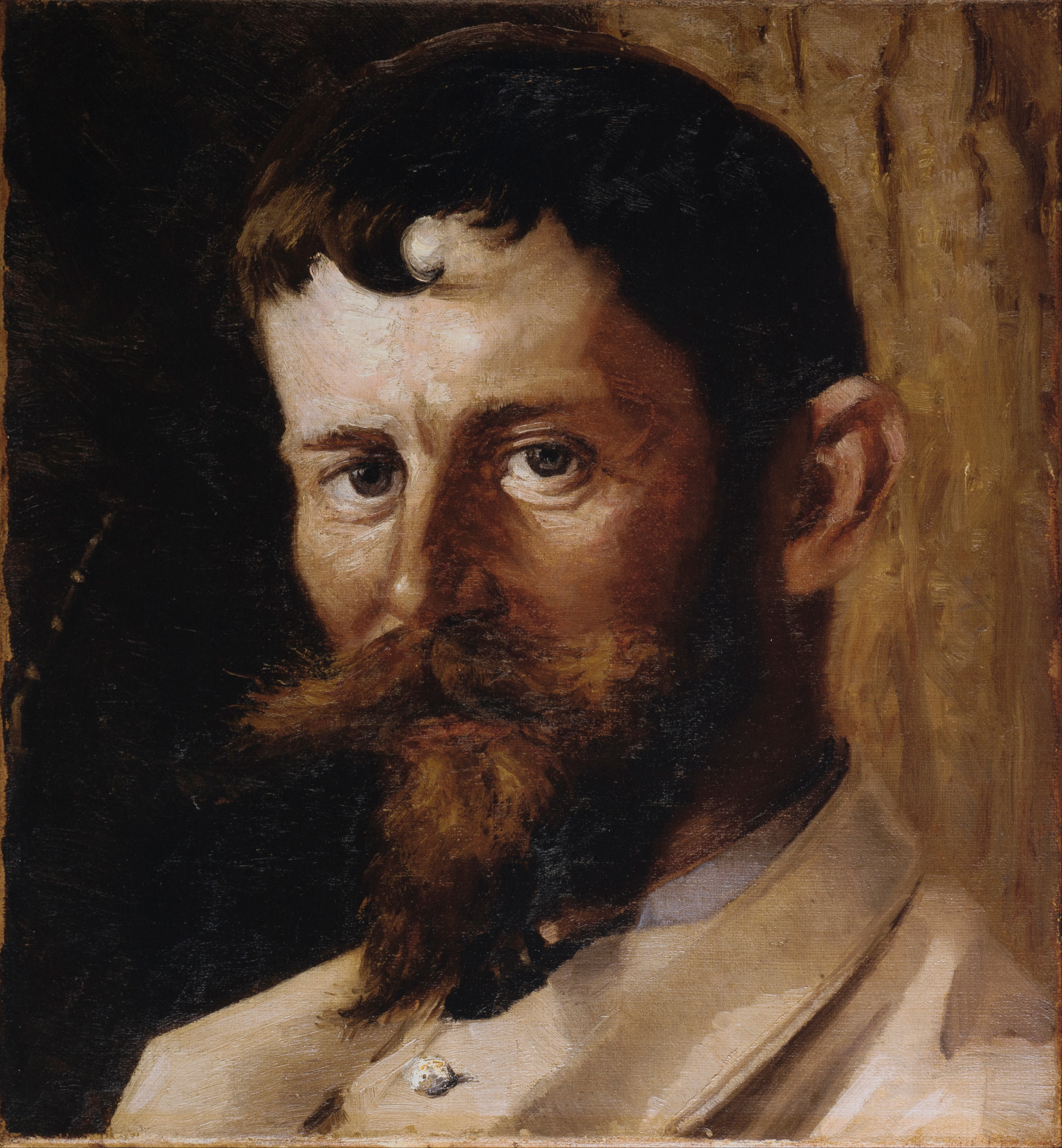
Gustav Wied, door Valdemar Schønheyder Møller
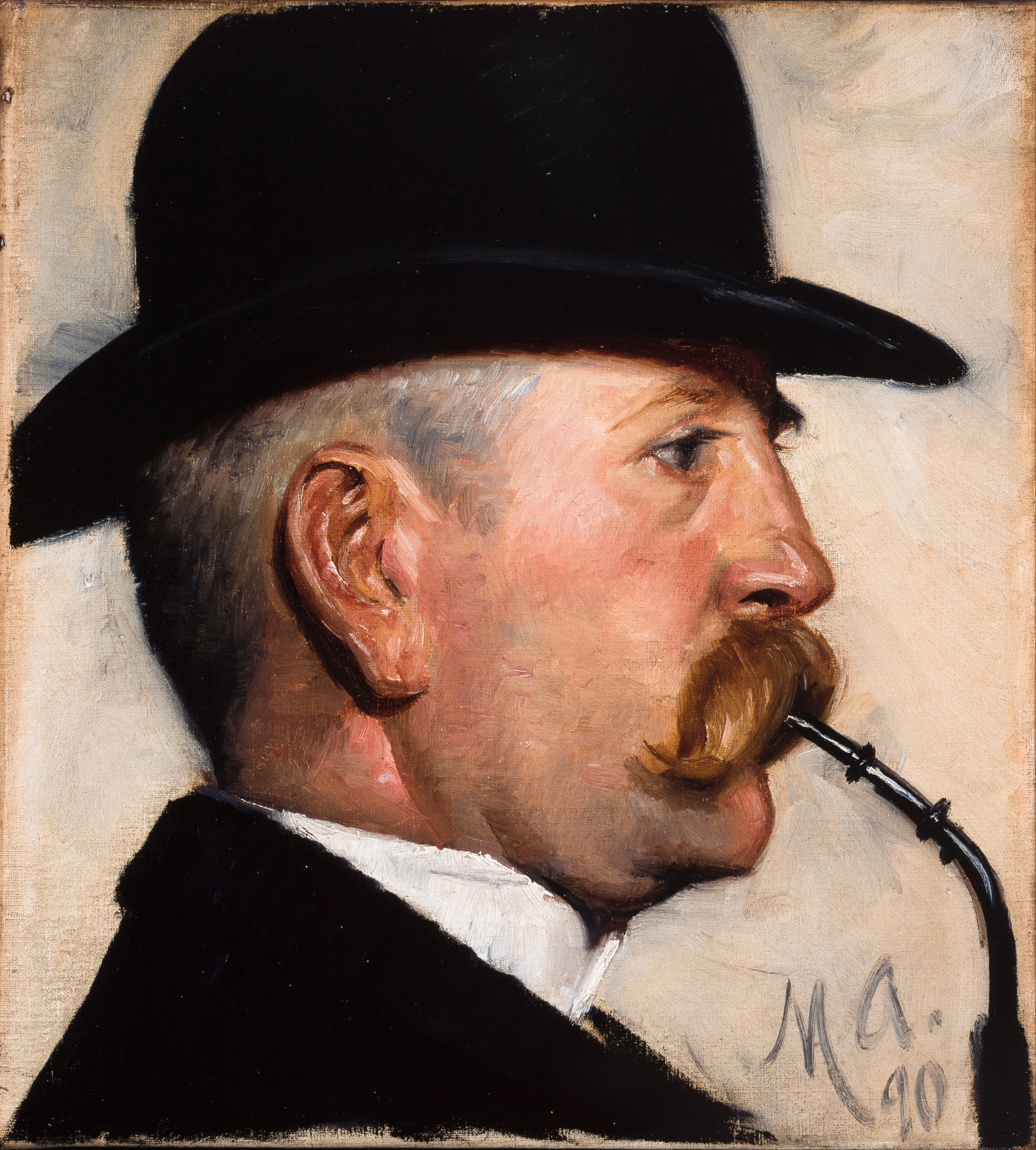
Michael Therkildsen, door Michael Ancher
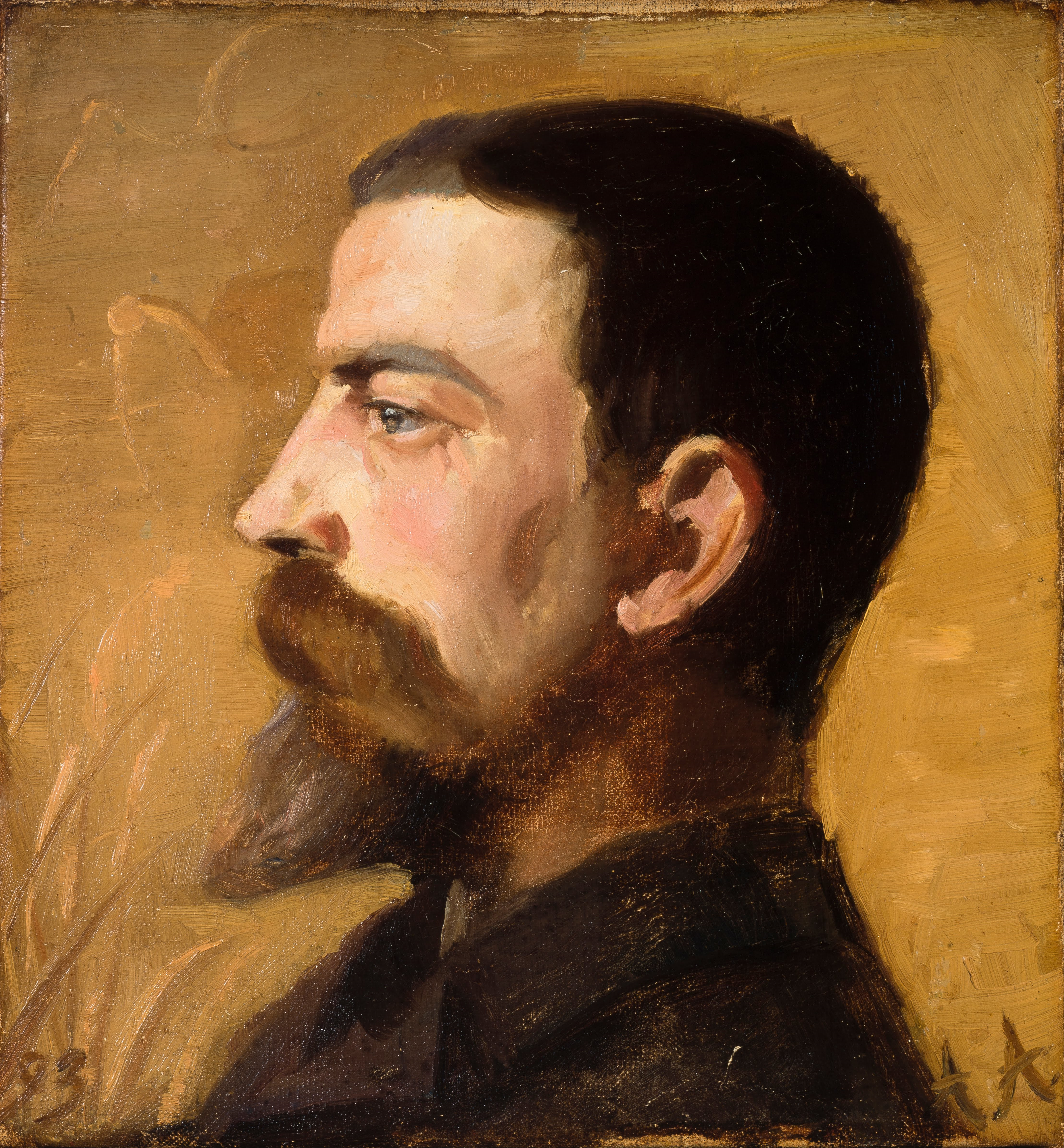
Valdemar Schønheyder Møller, door Anna Ancher
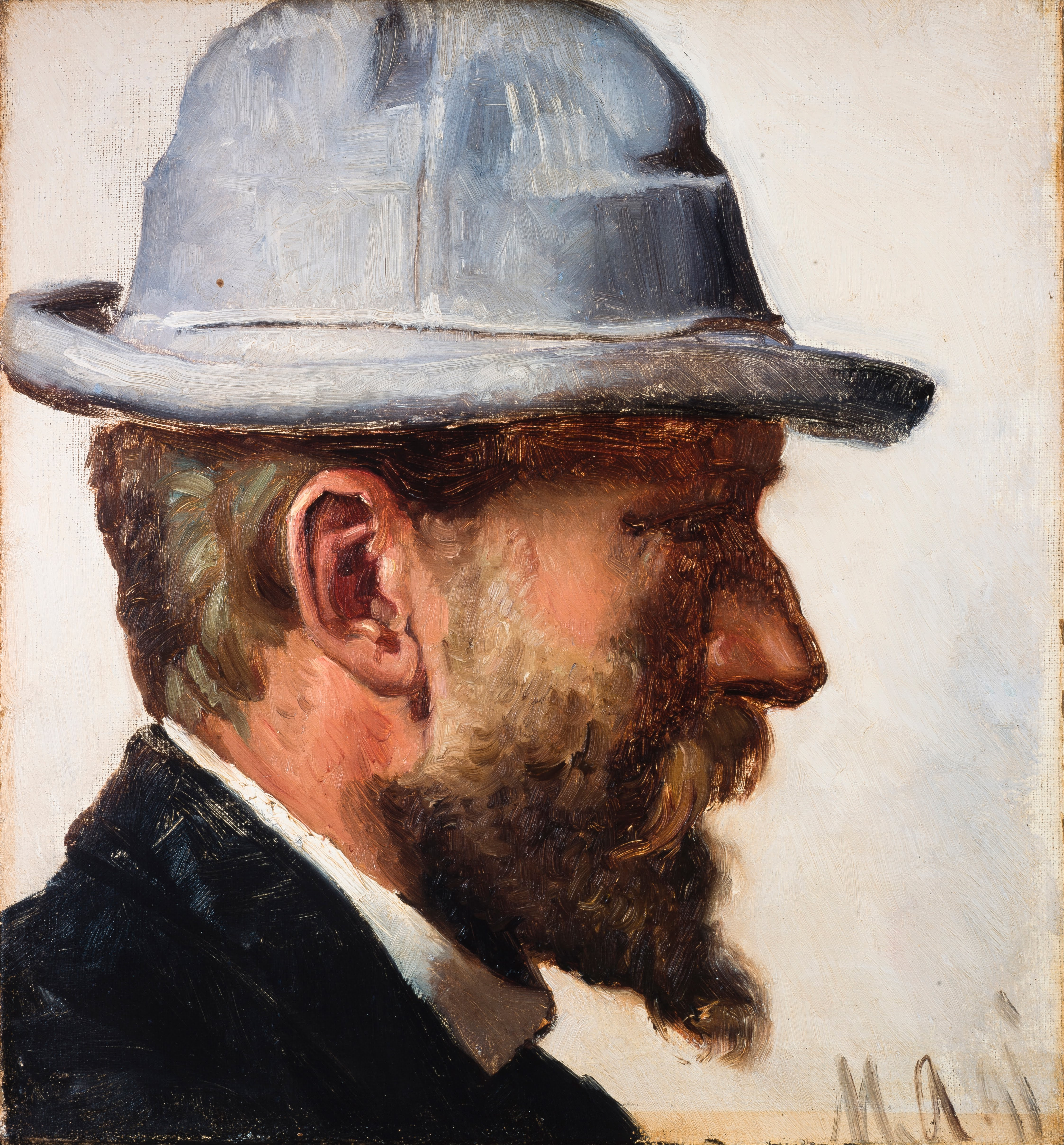
Niels Pedersen Mols, door Michael Ancher
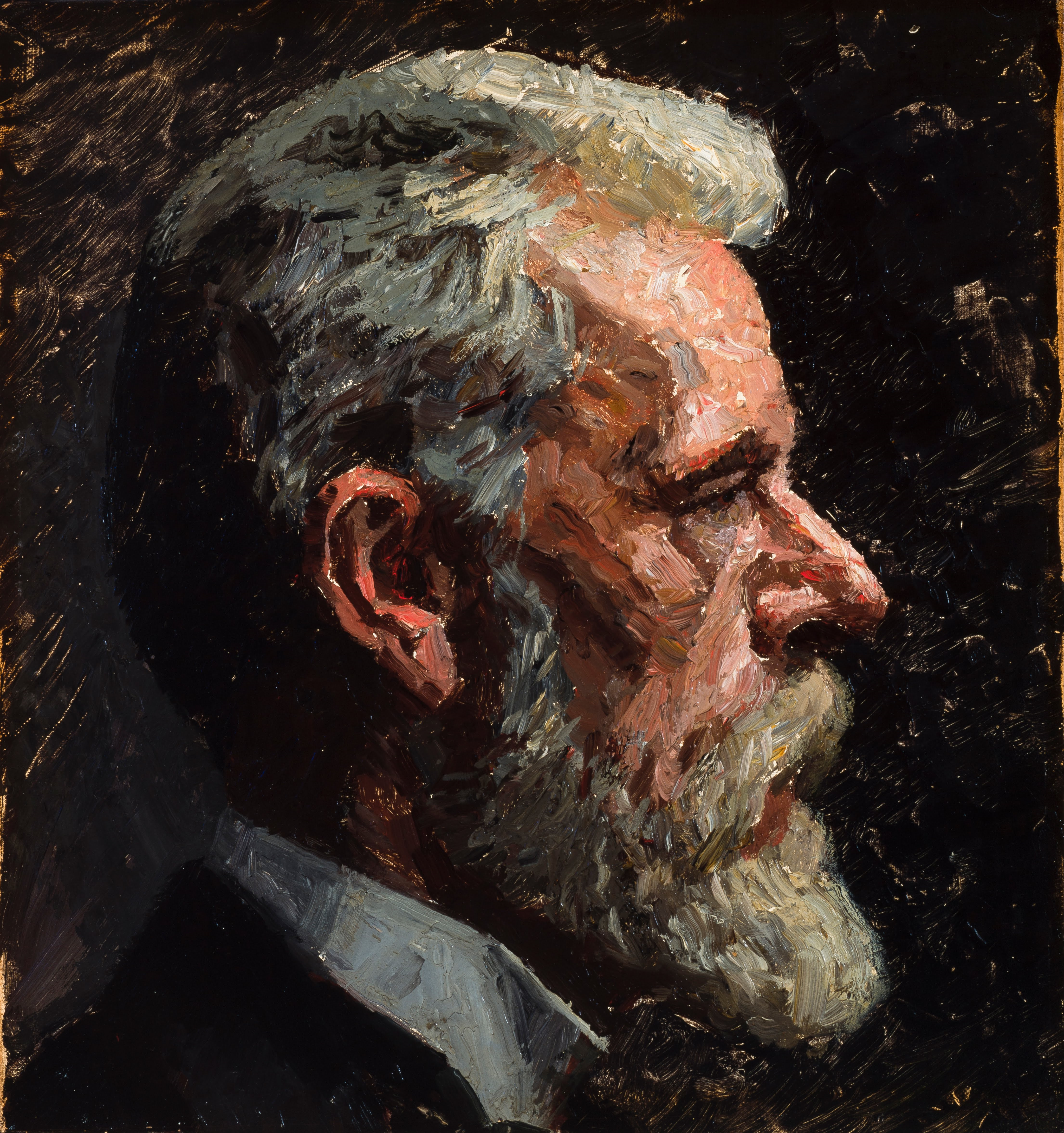
Laurits Tuxen, zelfportret
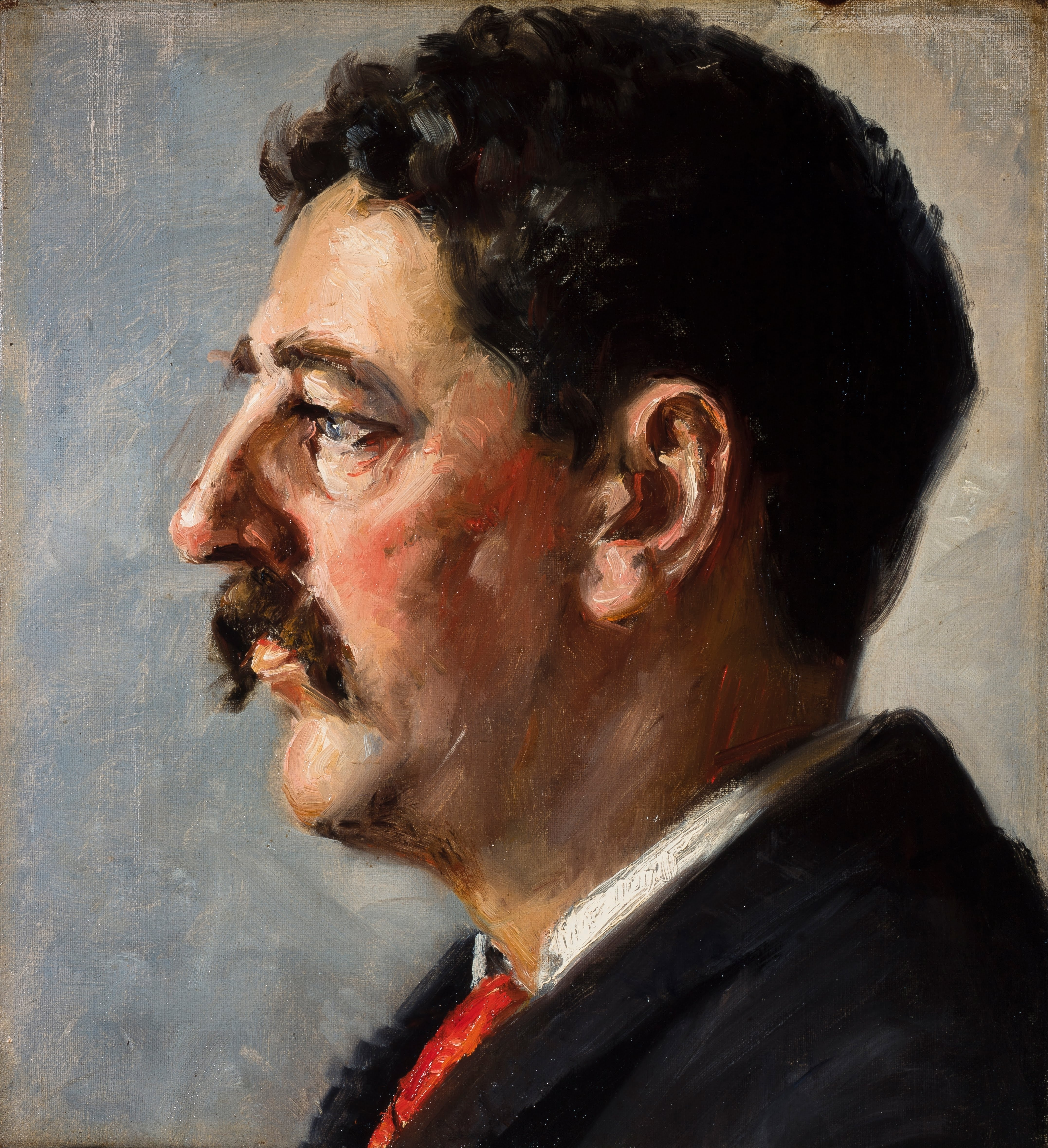
John H. Brøndum, broer van Anna, door Michael Ancher
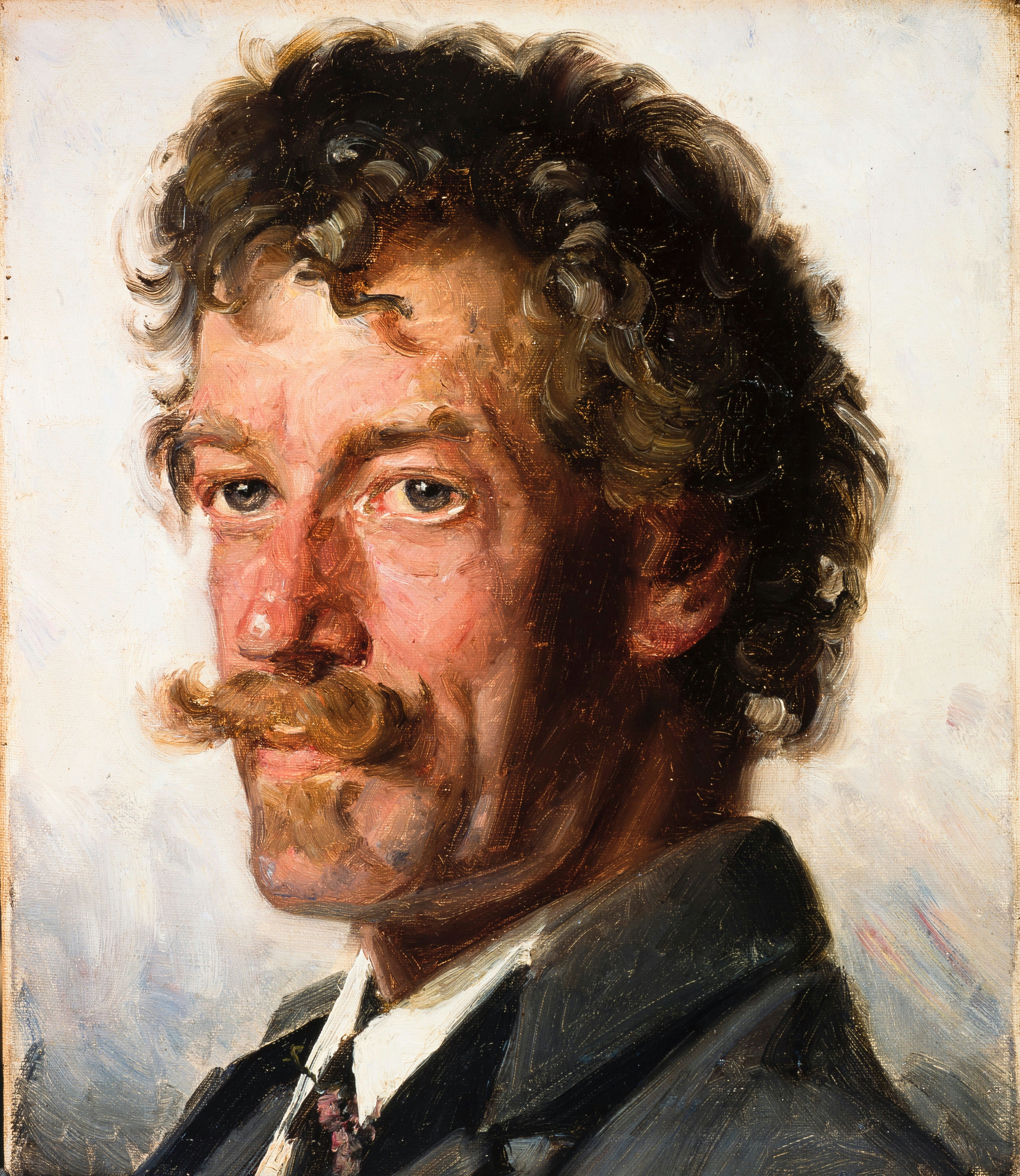
Anton Svendsen, door Michael Ancher
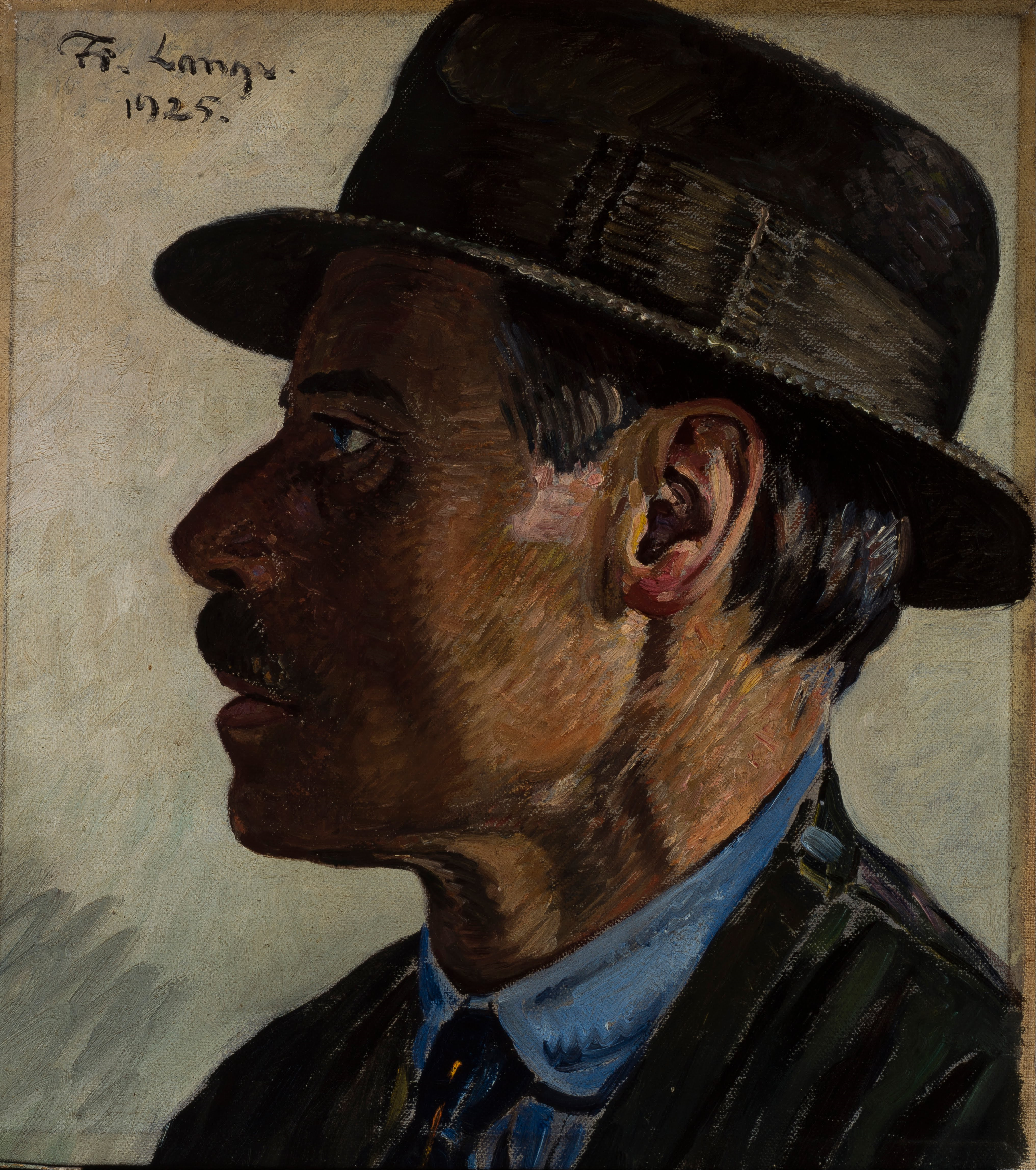
Frederik Lange, zelfportret
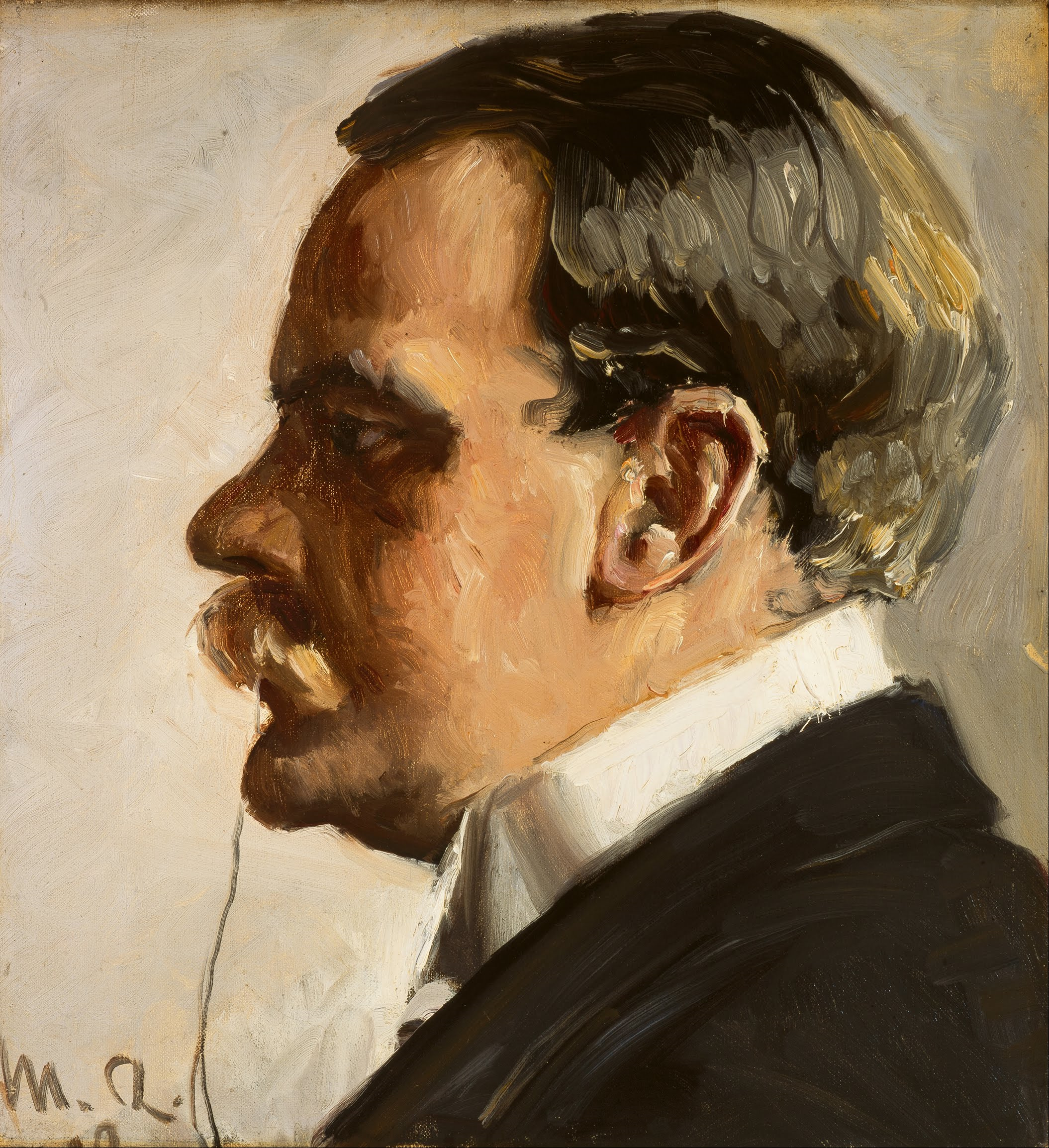
Hakon Børresen, door Michael Ancher
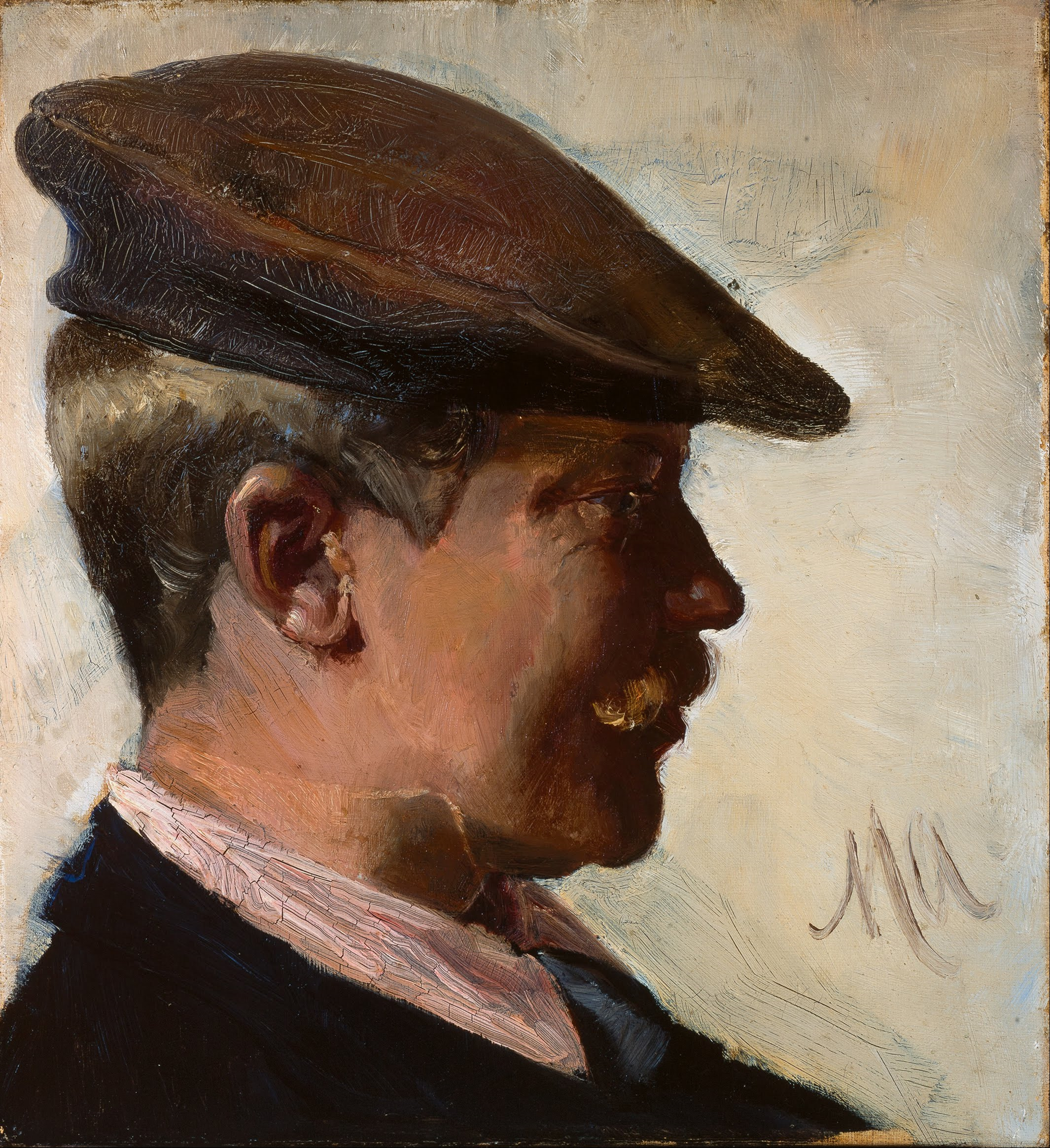
Jacob Sømme, door Michael Ancher
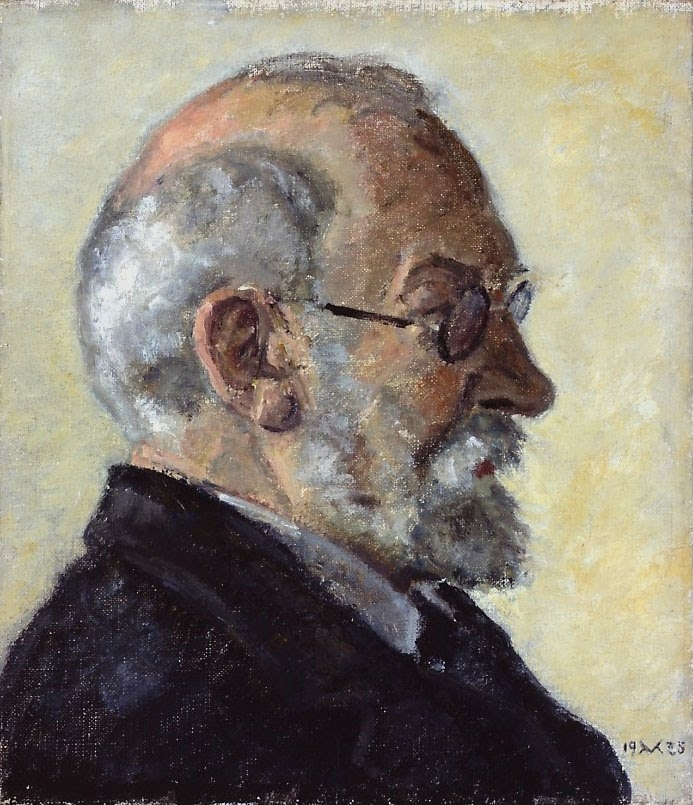
Karl Madsen, door Viggo Madsen
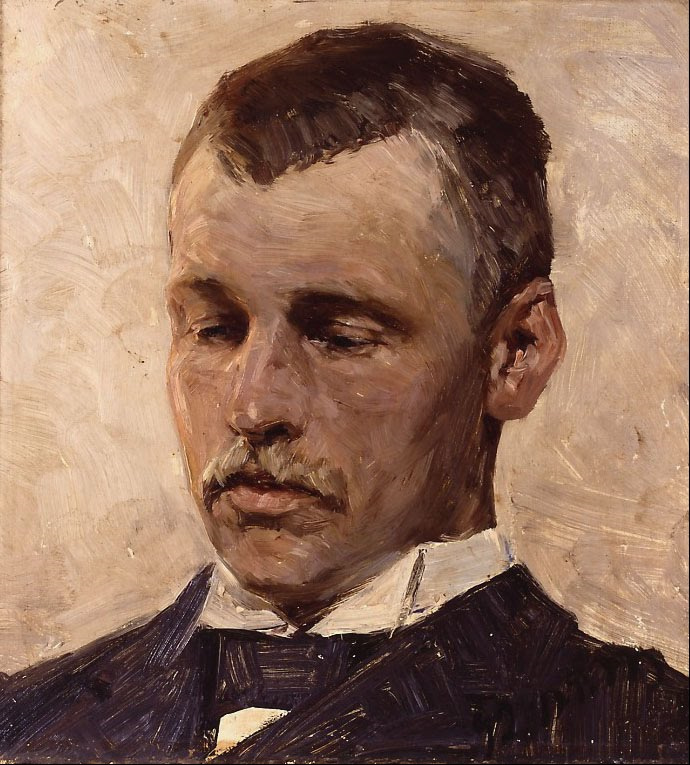
Ulrik Plesner, door Niels Pedersen Mols
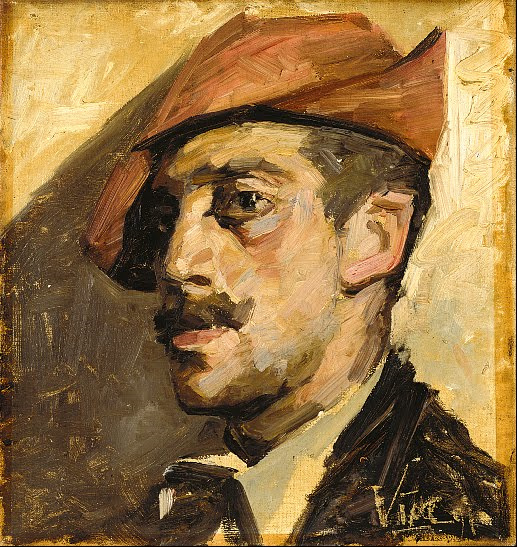
Paul Graf, door Jens Vige
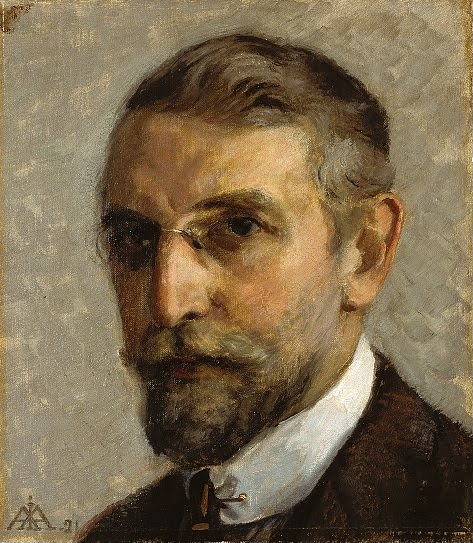
Jørgen Aabye, zelfportret
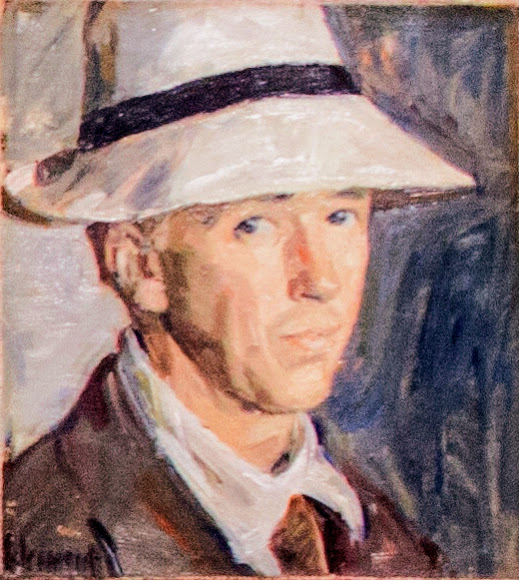
Onbekend
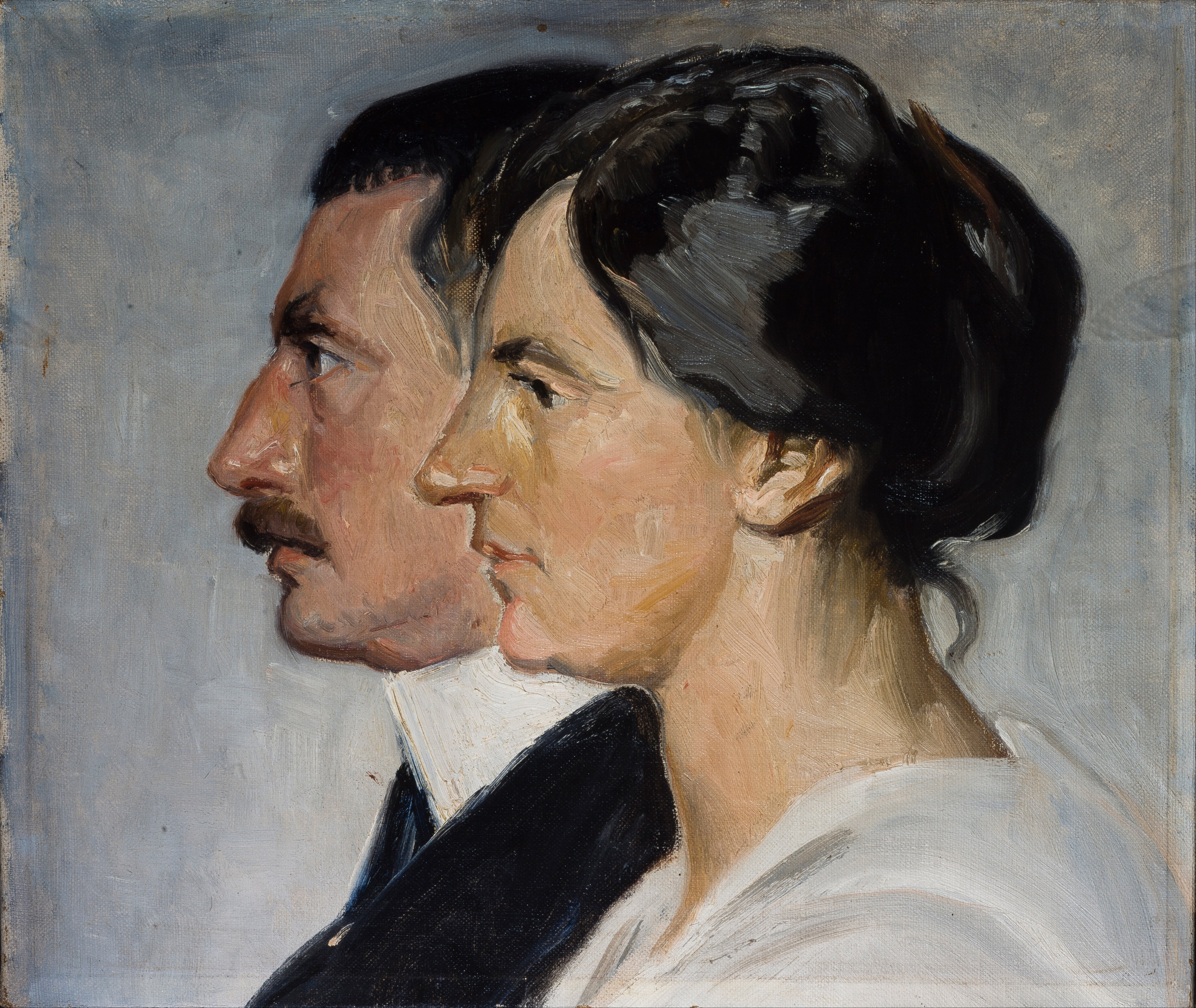
Koning Christian X en Alexandrine van Denemarken, door Michael Ancher